# Mercedes-Benz klasy S
Mercedes-Benz klasy S – samochód osobowy klasy luksusowej produkowany pod niemiecką marką Mercedes-Benz od 1972 roku. Od 2020 roku produkowana jest siódma generacja modelu.

## Pierwsza generacja

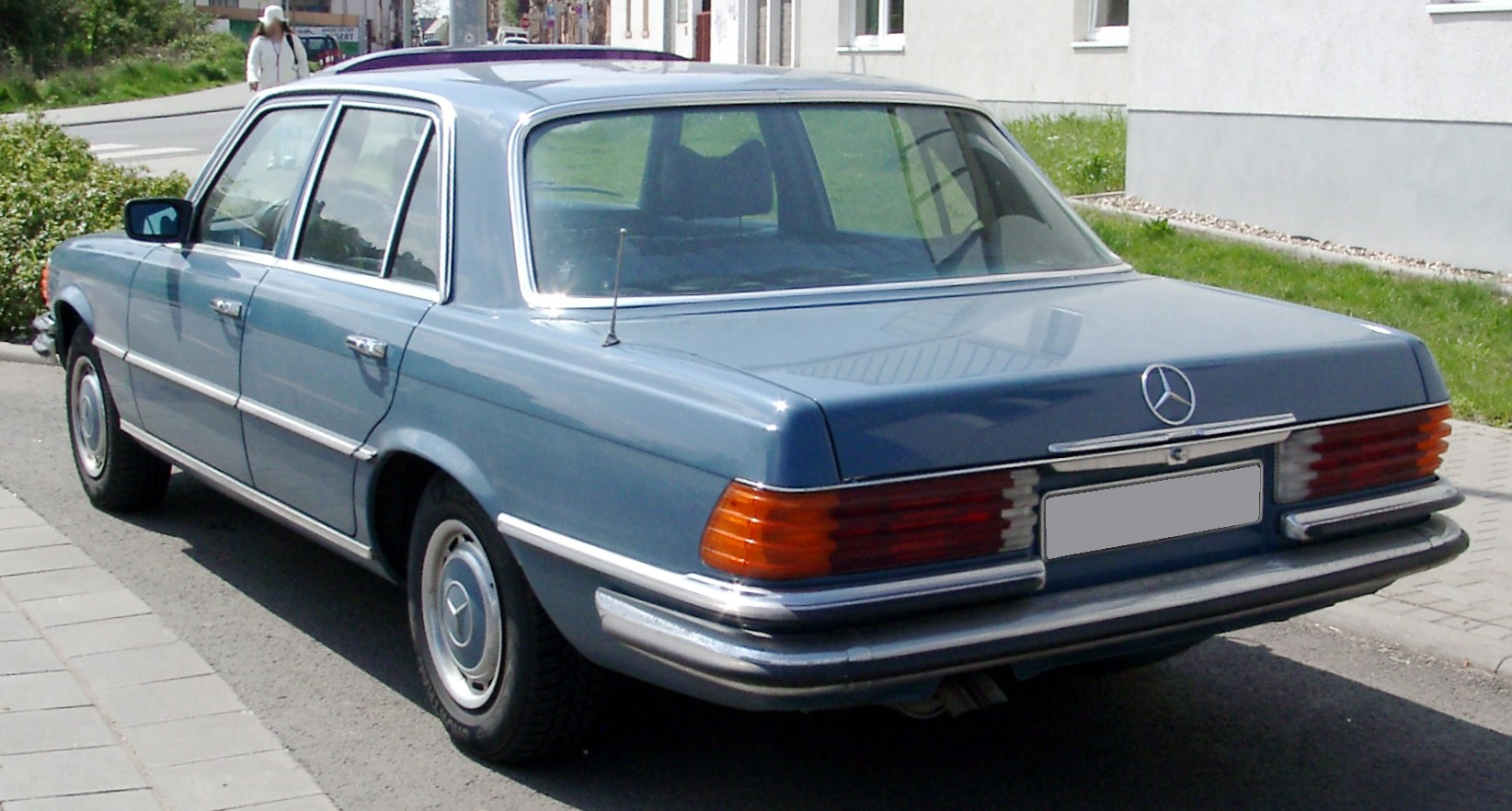
Mercedes-Benz klasy S I (W116) – tył

Mercedes-Benz klasy S I został zaprezentowany po raz pierwszy we wrześniu 1972 roku
We wrześniu 1972 roku zaprezentowano następcę modelu W108. Samochód otrzymał kod fabryczny W116. Jest to pierwsza generacja klasy S Nowa S-Klasa, odznaczała się większymi wymiarami zewnętrznymi w stosunku do poprzedniego Mercedesa. Następcą W116 był model Mercedes W126. W szczytowej wersji model W116 był wyposażony w pneumatyczne zawieszenie. Było ono technicznie bardzo skomplikowane, ale gwarantowało bardzo wysoki komfort podróży, zwłaszcza że połączone to było z nietuzinkowymi możliwościami silnika o pojemności 6,9 l. Wersja jest obecnie poszukiwana przez kolekcjonerów.
W116 seryjnie produkowana była jedynie w wersji sedan, ale prototypowo powstała także odmiana kombi. Tylne szyby zapożyczone były od Forda Granada. Ta wersja nadwozia nie była produkowana seryjnie.
W plebiscycie na Europejski Samochód Roku 1974 samochód zajął 1. pozycję. Wersja o wydłużonym o 100 mm rozstawie osi nosiła oznaczenie SEL. Łącznie wyprodukowano 473 035 egzemplarzy W116.

### Dane techniczne
| Wersja                | Silnik:                          | Układ zasilania:   | Średnica × skok tłoka: | St. sprężania:     | Moc maksymalna:                                                         | Maks. moment obrotowy                                 | 0–100 km/h:        | V-max:             |
| Silniki benzynowe:    | Silniki benzynowe:               | Silniki benzynowe: | Silniki benzynowe:     | Silniki benzynowe: | Silniki benzynowe:                                                      | Silniki benzynowe:                                    | Silniki benzynowe: | Silniki benzynowe: |
| --------------------- | -------------------------------- | ------------------ | ---------------------- | ------------------ | ----------------------------------------------------------------------- | ----------------------------------------------------- | ------------------ | ------------------ |
| 280 S                 | R6 2,8 l (2746 cm³), DOHC        | gaźnik Solex 4A1   | 86,00 × 78,80 mm       | 9,0:1              | 160 KM (118 kW) przy 5500 obr./min                                      | 226 N·m przy 4000 obr./min                            | 11,5 s             | 190 km/h           |
| 280 S (USA i KANADA)  | R6 2,8 l (2746 cm³), DOHC        | gaźnik Solex 4A1   | 86,00 × 78,80 mm       | b.d.               | 122 KM (89,5 kW) przy 4800 obr./min                                     | 194 N·m przy 2800 obr./min                            | b.d.               | b.d.               |
| 280 SE                | R6 2,8 l (2746 cm³), DOHC        | wtrysk Bo D-Jet    | 86,00 × 78,80 mm       | 9,0:1              | 185 KM (136 kW) przy 6000 obr./min                                      | 238 N·m przy 4500 obr./min                            | 10,5 s             | 200 km/h           |
| 280 SE (US)           | R6 2,8 l (2746 cm³), DOHC        | wtrysk Bo D-Jet    | 86,00 × 78,80 mm       | b.d.               | 139 KM (102 kW) przy 5750 obr./min 144 KM (106 kW) przy 5750 obr./min   | 193 N·m przy 4600 obr./min 202 N·m przy 4600 obr./min | b.d.               | b.d.               |
| 350 SE                | V8 3,5 l (3499 cm³), SOHC        | wtrysk Bo D-Jet    | 92,00 × 65,80 mm       | 9,5:1              | 200 KM (147 kW) przy 5800 obr./min                                      | 286 N·m przy 4000 obr./min                            | 9,5 s              | 205 km/h           |
| 450 SE                | V8 4,5 l (4520 cm³), SOHC        | wtrysk Bo D-Jet    | 92,00 × 85,00 mm       | 8,8:1              | 225 KM (165 kW) przy 5000 obr./min                                      | 378 N·m przy 3000 obr./min                            | 9,3 s              | 210 km/h           |
| 450 SE (USA i KANADA) | V8 4,5 l (4520 cm³), SOHC        | wtrysk Bo D-Jet    | 92,00 × 85,00 mm       | b.d.               | 192 KM (141,5 kW) przy 4750 obr./min 182 KM (134 kW) przy 4750 obr./min | 325 N·m przy 3000 obr./min 298 N·m przy 3000 obr./min | b.d.               | b.d.               |
| 450 SEL 6.9           | V8 6,9 l (6834 cm³), SOHC        | wtrysk Bo K-Jet    | 107,00 × 95,00 mm      | 8,8:1              | 286 KM (210 kW) przy 4250 obr./min                                      | 550 N·m przy 3000 obr./min                            | 7,4 s              | 225 km/h           |
| 6.9 (USA i KANADA)    | V8 6,9 l (6834 cm³), SOHC        | wtrysk Bo K-Jet    | 107,00 × 95,00 mm      | b.d.               | 254 KM (186,5 kW) przy 4000 obr./min                                    | 488 N·m przy 2500 obr./min                            | b.d.               | b.d.               |
| Silniki wysokoprężne: |                                  |                    |                        |                    |                                                                         |                                                       |                    |                    |
| 300 SD (USA i KANADA) | R5 3,0 l (3005 cm³), SOHC, turbo | pompa Bosch        | 91,00 × 92,40 mm       | 21,5:1             | 110 KM (82 kW) przy 4200 obr./min                                       | 227 N·m przy 2400 obr./min                            | 17,0 s             | 165 km/h           |

## Druga generacja

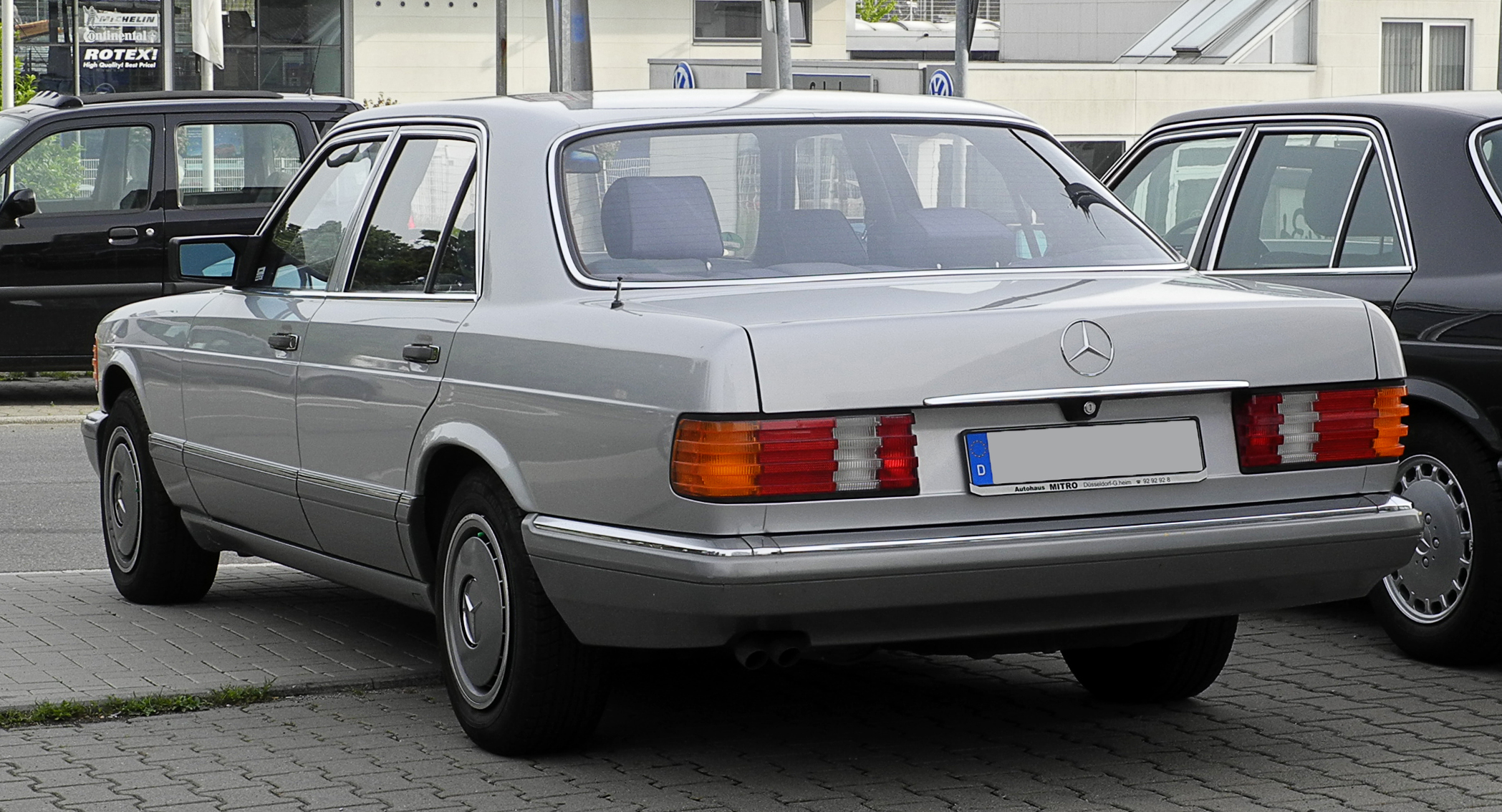
Mercedes klasy S II (W126) – tył

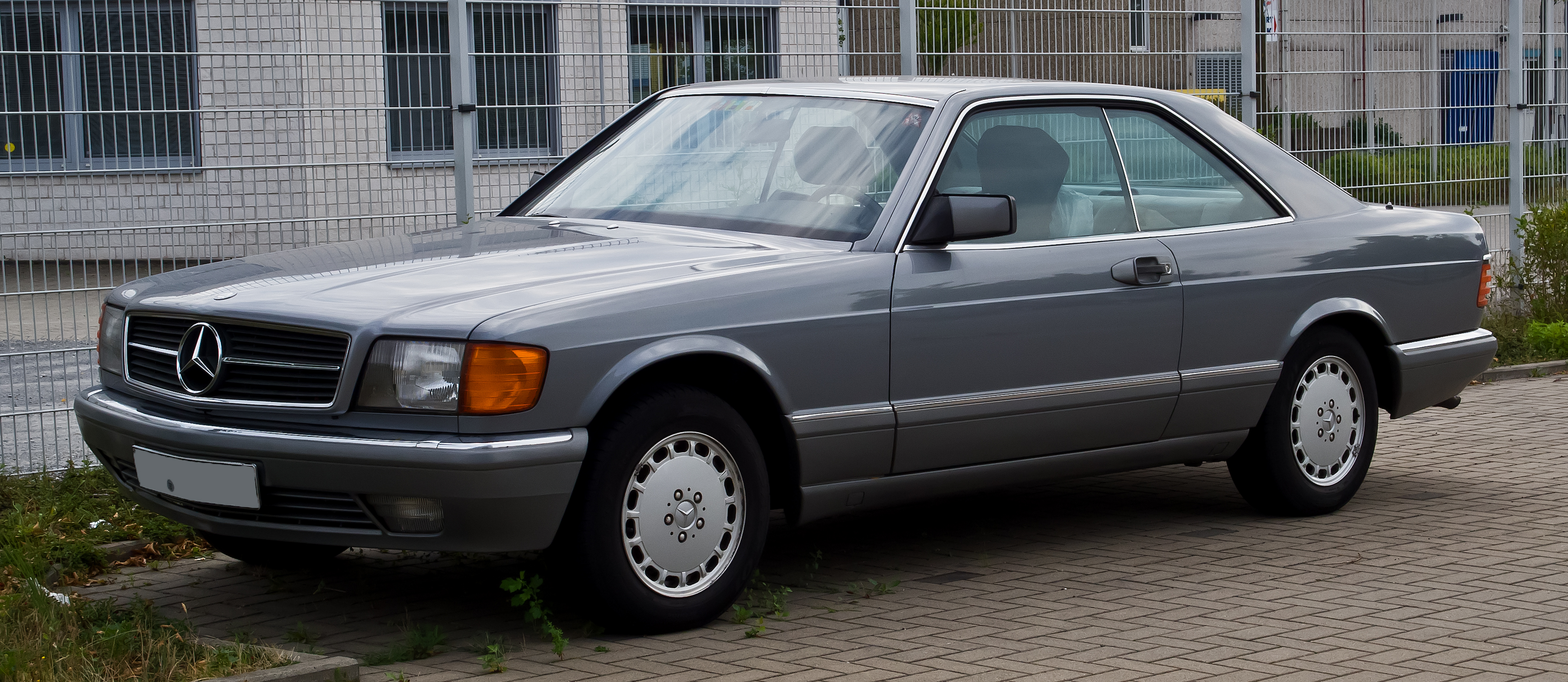
Mercedes klasy S Coupe I (C126)

Mercedes-Benz klasy S II został zaprezentowany po raz pierwszy w 1979 roku.
We wrześniu 1979 roku zaprezentowano nowe wcielenie Klasy S oznaczone symbolem W126. Samochód przeszedł gruntowne zmiany – m.in. miał linię boczną na wysokości górnej krawędzi błotnika, z boku nadwozia, przy progach, znajdowały się szerokie listwy z tworzywa sztucznego, górne krawędzie listew bocznych, wykonanych również z plastiku, były na tej samej wysokości co zderzak przedni i tylny, przednia ściana samochodu została nieznacznie pochylona do tyłu, nadając pojazdowi bardziej aerodynamiczna sylwetkę, wycieraczki przedniej szyby chowane były pod maską wozu, to m.in. przyczyniało się do korzystniejszego współczynnika oporu powietrza, wynoszącego w tym modelu Cx=0,37. Nadwozie to opracowywano aż 8 lat.
Samochody klasy S miały bardzo skuteczne hamulce, przednie tarcze hamulcowe były wentylowane i we wszystkich modelach seryjnie stosowany był system antyblokujący ABS. Samochody o większych pojemnościach wyposażone były w zawieszenie hydropneumatyczne (Nivo). Budowane były także samochody o wydłużonym nadwoziu i wydłużonym o 14 cm rozstawie osi, pojazdy te oznaczano dodatkową literą L. Na eksport do Kanady i USA produkowano także auta z silnikami wysokoprężnymi. W 1985 roku przeprowadzono facelifting modelu.

### Coupe
Przy okazji premiery drugiej generacji Klasy S jej ofertę poszerzyła także wersja coupe. Wyróżniała się ona inną stylizacją przedniej części nadwozia, przemodelowaną sylwetką i inaczej poprowadzoną linią okien. To pierwszy i jednocześnie przedostatni taki model w ofercie Klasy S – drugi raz tej nazwy używano w latach 2014–2020.

### Silniki
Modele do 1985
- SE – limuzyna z silnikiem benzynowym
- SEL – limuzyna przedłużona z silnikiem benzynowym
- SEC – coupé
- SD – limuzyna z silnikiem wysokoprężnym
- SDL – limuzyna przedłużona z silnikiem wysokoprężnym

| Model:           | Silnik:                    | Moc maksymalna:                                                         | Maks. moment obrotowy:                                | 0–100 km/h:        | V-max:                   |
| ---------------- | -------------------------- | ----------------------------------------------------------------------- | ----------------------------------------------------- | ------------------ | ------------------------ |
| 280 S            | R6 2,8 l (2746 cm³)        | 156 KM (115 kW) przy 5500 obr./min.                                     | 223 Nm przy 4000 obr./min.                            | 11 s 11,8 s (aut.) | 200 km/h 195 km/h (aut.) |
| 280 SE / 280 SEL | R6 2,8 l (2746 cm³)        | 185 KM (136 kW) przy 5800 obr./min.                                     | 240 Nm przy 4500 obr./min.                            | 10 s 10,8 s (aut.) | 210 km/h 205 km/h (aut.) |
| 300 SD           | R5 3,0 l (2998 cm³) Diesel | 122 KM (89,5 kW) przy 4350 obr./min. 125 KM (92 kW) przy 4350 obr./min. | 230 Nm przy 2400 obr./min. 250 Nm przy 2400 obr./min. | 15,2 s             | 175 km/h                 |
| 380 SE / 380 SEL | V8 3,8 l (3818 cm³)        | 204 KM (150 kW) przy 5250 obr./min. 218 KM (160 kW) przy 5500 obr./min. | 315 Nm przy 3250 obr./min. 305 Nm przy 4000 obr./min. | 9,8 s 9,6 s        | 210 km/h 215 km/h        |
| 500 SE / 500 SEL | V8 5,0 l (4973 cm³)        | 231 KM (170 kW) przy 4750 obr./min. 240 KM (177 kW) przy 4750 obr./min. | 405 Nm przy 3000 obr./min. 404 Nm przy 3200 obr./min. | 8,1 s              | 225 km/h                 |

Modele od 1985
| model            | silnik               | pojemność | moc                                      | uwagi                                            | 0–100 km/h |
| ---------------- | -------------------- | --------- | ---------------------------------------- | ------------------------------------------------ | ---------- |
| 260 SE           | rzędowy, 6 cylindrów | 2599 cm³  | 122 kW/166 KM                            | oprócz modelu SEL; 118 kW/160 KM z katalizatorem | 11.0s      |
| 300 SE / 300 SEL | rzędowy, 6 cylindrów | 2962 cm³  | 138 kW/188 KM                            | 132 kW/180 KM z katalizatorem                    | 9.1s       |
| 300 SDL          | rzędowy, 6 cylindrów | 2962 cm³  | 108 kW/ 147 KM                           | Tylko na eksport do Kanady i USA.                |            |
| 350 SD / 350 SDL | rzędowy, 6 cylindrów | 3449 cm³  | 100 kW/ 136 KM                           | Tylko na eksport do Kanady i USA.                |            |
| 420 SE / 420 SEL | 8-cylindrów widlasty | 4196 cm³  | 165 kW/224 KM, 160 kW/218 KM             | 150 kW/204 KM z katalizatorem                    | 8.3s, 8.5s |
| 500 SE / 500 SEL | 8-cylindrów widlasty | 4973 cm³  | 185 kW/252 KM, 180 kW/245 KM             | 164 kW/223 KM z katalizatorem                    | 7.5s, 7.6s |
| 560 SE / 560 SEL | 8-cylindrów widlasty | 5547 cm³  | 220 kW/300 KM (ECE), 205 kW/279 KM (RUF) | 178 kW/242 KM z katalizatorem                    | 6.9s, 7.2s |

### Specjalne warianty
- AMG oferował body-kit dla wszystkich modeli W126, a także jako zestaw widebody dla coupé C126. Dostępne było także wiele poziomów tuningu silnika, ale najbardziej znany to 6 litrowy silnik, oparty na silniku M117.968. Również oferowany był mechanizm różnicowy Torsen Gleason, manualna skrzynia biegów (bardzo rzadko) oraz różne konsole TV/radio.
- Brabus oferował body-kity podobne do pakietu AMG i zbliżone pakiety tuningu silników.
- Lorinser również oferował podobne dodatki uatrakcyjniające karoserię podobne do oferowanych przez przedsiębiorstwo AMG oraz niewielkie podrasowanie silnika.
- Koenig Specials proponował wide body kit, doładowanie wysokich mocy sprężarkami.
- MKB oferował różne pakiety do silników.
- RennTech oferował większość pakietów tuningowych silnika AMG z wyjątkiem silnika DOHC.
- Carat-body miał w ofercie zestawy eleganckiego wykończenia m.in. szlachetnymi fornirami.
- Trasco Bremen proponował limuzynę o nazwie 1000 SEL[19]

#### Dane o produkcji
Całkowita liczba produkcji wynosi 892 123, z czego 818 063 przypada na sedan, a 74 060 na coupe. 473 209 pojazdów w całkowitej produkcji stanowiły pojazdy pierwszej serii, która powstała dopiero we wrześniu 1985 roku.
Jedną trzecią całkowitej produkcji (ok. 300 000 sztuk) eksportowano do Stanów Zjednoczonych Ameryki. Kolejna jedna trzecia została sprzedana w Niemczech. Reszta była eksportowana głównie do krajów Europy Zachodniej, Japonii i Bliskiego Wschodu. 1465 limuzyn wyprodukowano jako samochód opancerzony.
| Typ     | Liczba egzemplarzy | W tym samochody opancerzone fabrycznie                             |
| ------- | ------------------ | ------------------------------------------------------------------ |
| 260 SE  | 20 836             | –                                                                  |
| 280 S   | 42 996             | –                                                                  |
| 280 SE  | 133 955            | –                                                                  |
| 280 SEL | 20 655             | –                                                                  |
| 300 SE  | 105 422            | –                                                                  |
| 300 SEL | 40 956             | –                                                                  |
| 380 SE  | 58 236             | 86                                                                 |
| 380 SEL | 27 014             | 88                                                                 |
| 420 SE  | 13 996             | 229                                                                |
| 420 SEL | 74 017             | 63                                                                 |
| 500 SE  | 33 418             | 3 (1. Serie) 7 (2. Serie)                                          |
| 500 SEL | 72 693             | 376 (1. Serie) 2 (1. Serie, Sonderumbauten Vatikan) 262 (2. Serie) |
| 560 SE  | 1252               | –                                                                  |
| 560 SEL | 75 071             | 349                                                                |

## Trzecia generacja

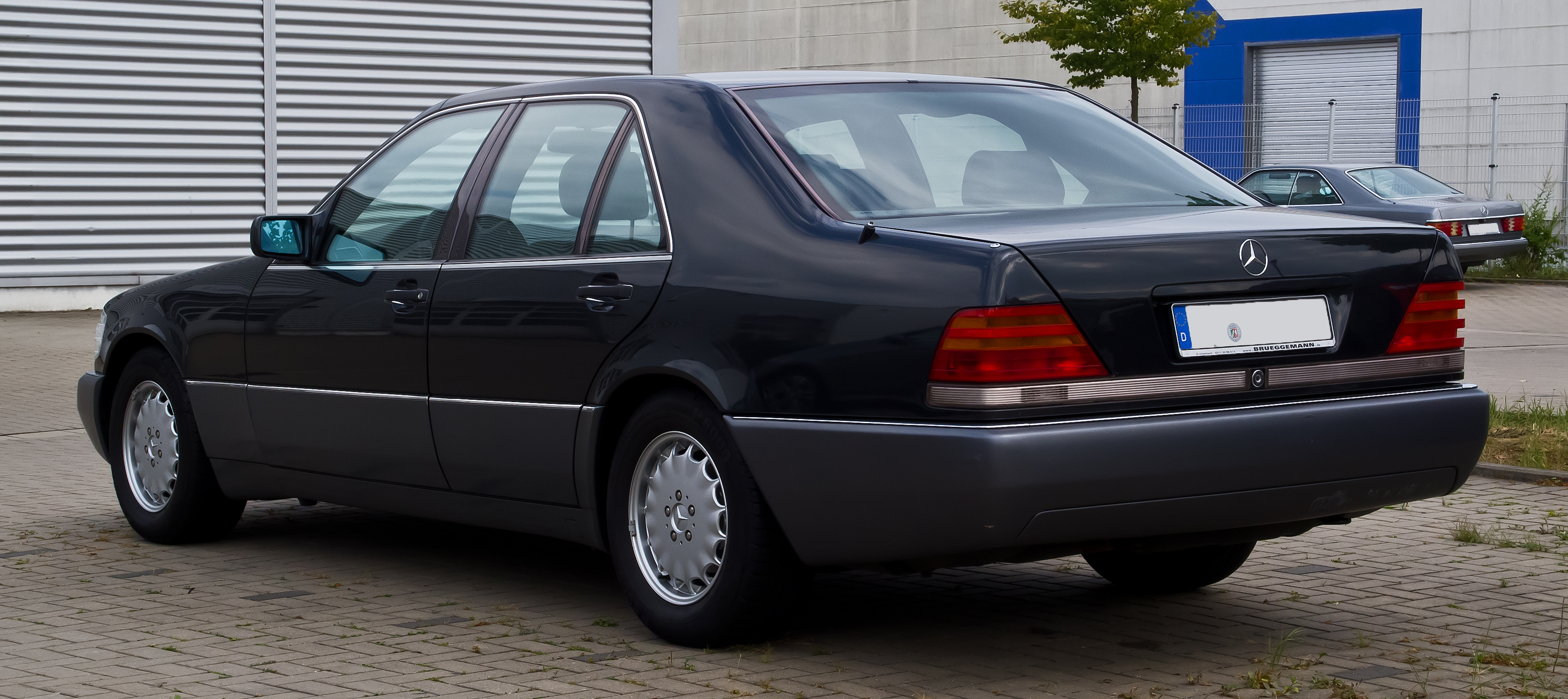
Mercedes-Benz klasy S III (W140) – tył

Mercedes-Benz klasy S III został zaprezentowany po raz pierwszy w 1991 roku.
Produkcję Mercedesa klasy S oznaczonego kodem fabrycznym W140 rozpoczęto w 1991 roku. Prace projektowe i konstrukcyjne kosztowały ok. 1 miliarda USD. Produkcję limuzyny zakończono w 1998 roku. Do dziś jest to jedno z aut o najlepiej wyciszonym wnętrzu i o bardzo wysokim komforcie jazdy. W tym modelu zastosowano wiele ciekawostek technicznych i unikatowych rozwiązań. Przykładem mogą być podwójne boczne szyby, samoczynne domykanie klapy bagażnika i drzwi, utwardzenie zawieszenia i zmiany charakterystyki wspomagania kierownicy po przekroczeniu 160 km/h. Z uwagi na dostosowanie do bardziej restrykcyjnych przepisów emisji spalin w końcu 1992 roku w modelach z silnikami 400 SE/SEL, 500 SE/SEL i 600 SE/SEL zmodyfikowano katalizatory, co zaowocowało zmniejszoną mocą i minimalnie gorszymi osiągami. Zmniejszyło się za to zużycie paliwa w modelach V8 i V12 w stosunku do starszych silników (286 KM), (326 KM) i (408 KM). W 1998 roku model W140 nie spełniał już wymagań rynku swoimi dużymi rozmiarami i sporym zużyciem paliwa. Mercedes W140 do dzisiaj odznacza się bardzo przestronnym wnętrzem, doskonałą jakością wykonania, bogatym wyposażeniem, wspaniałym komfortem jazdy i dobrymi osiągami.
W140 wprowadziło kilka innowacji w kwestii bezpieczeństwa, które od tej pory stały się powszechne w wielu obecnych pojazdach, m.in.: układ ESP, boczne poduszki powietrzne, podwójne wyciszające dźwięk szyby, domykane drzwi oraz klapy bagażnika, czy też podgrzewane wycieraczki.

### Wersje limitowane
W roku 1999 w Stanach Zjednoczonych dostępna była wersja S500 Grand Edition w limitowanej ilości 600 egzemplarzy. Grand Edition był skonfigurowany w następujący sposób:
- czarny lakier (197 Obsidian Black) zamiast standardowych czarnych, takich jak 040 lub 199,
- kremowa tapicerka, taka jak dwutonowa w autach z silnikami V12, tylko że cała kremowa,
- dodatkowym wyróżnieniem dla Grand Edition było czarne drewno wraz z drewnianą kierownicą i drewnianą gałką zmiany biegów,
- innymi detalami wyróżniającymi Grand Edition od standardowych wersji były fabrycznie montowane rolety w oknach tylnych drzwi, dywaniki z napisem „Grand Edition”, podświetlane progi drzwi.

Obecnie W140 S500 Grand Edition, jak i S600 są najbardziej poszukiwanymi egzemplarzami przez kolekcjonerów ze względu na ograniczoną ilość wyprodukowanych egzemplarzy.

### Silniki
| Mercedes-Benz W140 SE \| S / V140 SEL / C140 SEC/CL (Silniki benzynowe) | Mercedes-Benz W140 SE \| S / V140 SEL / C140 SEC/CL (Silniki benzynowe) | Mercedes-Benz W140 SE \| S / V140 SEL / C140 SEC/CL (Silniki benzynowe) | Mercedes-Benz W140 SE \| S / V140 SEL / C140 SEC/CL (Silniki benzynowe) | Mercedes-Benz W140 SE \| S / V140 SEL / C140 SEC/CL (Silniki benzynowe) | Cechy jednostki                 | Cechy jednostki             | Osiągi                  | Osiągi                  | Zużycie paliwa          |
| Oznaczenie modelu                                                       | Lata produkcji                                                          | Specyfikacja jednostek                                                  | Skrzynia biegów                                                         | Układ zasilania                                                         | Moc maksymalna                  | Maksymalny moment Nm        | 0–100 km/h              | Prędkość maksymalna     | Na 100 km               |
| ----------------------------------------------------------------------- | ----------------------------------------------------------------------- | ----------------------------------------------------------------------- | ----------------------------------------------------------------------- | ----------------------------------------------------------------------- | ------------------------------- | --------------------------- | ----------------------- | ----------------------- | ----------------------- |
| S 280                                                                   | 1993-1998                                                               | M 104 E28 / 6-cylindrowy, 2,8 L 24v DOHC                                | 5-biegowa manualna                                                      | wtrysk Bosch                                                            | 142 kW / 193 KM @ 5500 obr./min | 270 Nm @ 3750 obr./min      | 10,9 s                  | 215 km/h                | 11,6 l                  |
| 300 SE/L (V140)                                                         | 1991-1993                                                               | M 104 E32 / 6-cylindrowy, 3,2 L 24v DOHC                                | 5-biegowa manualna                                                      | wtrysk Bosch                                                            | 170 kW / 231 KM @ 5800 obr./min | 310 Nm @ 4100 obr./min      | 8,9 s                   | 230 km/h                | 12,9 l                  |
| 300 SE 2.8                                                              | 1992-1993                                                               | M 104 E28 / 6-cylindrowy, 2,8 L 24v DOHC                                | 5-biegowa manualna                                                      | wtrysk Bosch                                                            | 142 kW / 193 KM @ 5500 obr./min | 270 Nm @ 3750 obr./min      | 10,8 s                  | 215 km/h                | 11,6 l                  |
| S 320                                                                   | 1993-1998                                                               | M 104 E32 / 6-cylindrowy, 3,2 L 24v DOHC                                | 5-biegowa manualna                                                      | wtrysk Bosch                                                            | 170 kW / 231 KM @ 5600 obr./min | 315 Nm @ 3750 obr./min      | 8,9 s                   | 225 km/h                | 11,9 l                  |
| 400 SE/SEL (V140)                                                       | 1991-1993                                                               | M 119 E42 / 8-cylindrowy, 4,2 L 32v DOHC                                | 4-biegowa automatyczna                                                  | wtrysk Bosch                                                            | 210 kW / 286 KM @ 5700 obr./min | 410 Nm @ 3750 obr./min      | 7,6 s                   | 245 km/h                | 13,0 l                  |
| S 420/L (V140)                                                          | 1993-1998                                                               | M 119 E42 / 8-cylindrowy, 4,2 L 32v DOHC                                | 4/5-biegowa automatyczna (1995)                                         | wtrysk Bosch                                                            | 205 kW / 279 KM @ 5700 obr./min | 400 Nm @ 3900 obr./min      | 8,3 s                   | 245 km/h                | 16,3/15,6 l             |
| 500 SE/SEL (V140)                                                       | 1991-1993                                                               | M 119 E50 / 8-cylindrowy, 5,0 L 32v DOHC                                | 4-biegowa automatyczna                                                  | wtrysk Bosch                                                            | 240 kW / 326 KM @ 5700 obr./min | 480 Nm @ 3900 obr./min      | 6,7 s                   | *250 km/h               | 18,7 l                  |
| S 500/L (V140)                                                          | 1993-1998                                                               | M 119 E50 / 8-cylindrowy, 5,0 L 32v DOHC                                | 4/5-biegowa automatyczna (1995)                                         | wtrysk Bosch                                                            | 235 kW / 320 KM @ 5600 obr./min | 470 Nm @ 3900 obr./min      | 7,3 s                   | *250 km/h               | 15,1 l                  |
| 600 SE/SEL (V140)                                                       | 1991-1993                                                               | M 120 E60 / 12-cylindrowy, 6,0 L 48v DOHC                               | 4-biegowa automatyczna                                                  | wtrysk Bosch                                                            | 300 kW / 408 KM @ 5200 obr./min | 580 Nm @ 3800 obr./min      | 6,3 s                   | *250 km/h               | 20,7 l                  |
| S 600/L (V140)                                                          | 1993-1998                                                               | M 120 E60 / 12-cylindrowy, 6,0 L 48v DOHC                               | 4/5-biegowa automatyczna (1995)                                         | wtrysk Bosch                                                            | 290 kW / 394 KM @ 5200 obr./min | 570 Nm @ 3800 obr./min      | 6,6 s                   | *250 km/h               | 15,4/14,2 l             |
| 500 SEC (C140)                                                          | 1992-1993                                                               | M 119 E50 / 8-cylindrowy, 5,0 L 32v DOHC                                | 4-biegowa automatyczna                                                  | wtrysk Bosch                                                            | 240 kW / 326 KM @ 5700 obr./min | 480 Nm @ 3900 obr./min      | 7,2 s                   | *250 km/h               | 13,2 l                  |
| CL 500 (C140)                                                           | 1993-1998                                                               | M 119 E50 / 8-cylindrowy, 5,0 L 32v DOHC                                | 4/5-biegowa automatyczna (1995)                                         | wtrysk Bosch                                                            | 240 kW / 320 KM @ 5700 obr./min | 470 Nm @ 3900 obr./min      | 7,2 s                   | *250 km/h               | 13,2 l                  |
| 600 SEC (C140)                                                          | 1992-1993                                                               | M 120 E60 / 12-cylindrowy, 6,0 L 48v DOHC                               | 4-biegowa automatyczna                                                  | wtrysk Bosch                                                            | 300 kW / 408 KM @ 5200 obr./min | 580 Nm @ 3800 obr./min      | 6,3 s                   | *250 km/h               | 15,4 l                  |
| CL 600 (C140)                                                           | 1993-1998                                                               | M 120 E60 / 12-cylindrowy, 6,0 L 48v DOHC                               | 4/5-biegowa automatyczna (1995)                                         | wtrysk Bosch                                                            | 300 kW / 394 KM @ 5200 obr./min | 570 Nm @ 3800 obr./min      | 6,6 s                   | *250 km/h               | 15,4/14,2 l             |
| Silniki diesla                                                          | Silniki diesla                                                          | Silniki diesla                                                          | Silniki diesla                                                          | Silniki diesla                                                          | Moc / Nm                        | Moc / Nm                    | Osiągi / Zużycie paliwa | Osiągi / Zużycie paliwa | Osiągi / Zużycie paliwa |
| Model                                                                   | Lata produkcji                                                          | Silnik                                                                  | Skrzynia biegów                                                         | Układ zasilania                                                         | Moc maksymalna                  | Maksymalny moment Nm        | 0–100 km/h              | Prędkość maksymalna     | Na 100 km               |
| S300 SD Turbo                                                           | 1992-1993                                                               | OM603 D 35 / 6-cylindrowy, 3,5 L 12v SOHC                               | 4-biegowa automatyczna                                                  | wtrysk Bosch                                                            | 110 kW / 150 KM @ 4000 obr./min | 310 Nm @ 2000 obr./min      | 13,1 s                  | 185 km/h                | 9,7 l                   |
| S350 Turbodiesel                                                        | 1993-1997                                                               | OM603 D 35 / 6-cylindrowy, 3,5 L 12v SOHC                               | 4-biegowa automatyczna                                                  | wtrysk Bosch                                                            | 110 kW / 150 KM @ 4000 obr./min | 310 Nm @ 2000 obr./min      | 13,1 s                  | 185 km/h                | 9,7 l                   |
| S300 Turbodiesel                                                        | 1996-1998                                                               | OM606 D30 / 6-cylindrowy, 3,0 L 24v DOHC                                | 5-biegowa automatyczna                                                  | wtrysk Bosch                                                            | 130 kW / 177 KM @ 4400 obr./min | 330 Nm @ 1600-3600 obr./min | 11,1 s                  | 206 km/h                | 8,9 l                   |
| Usportowione wersje niefabryczne (Silniki benzynowe)                    | Usportowione wersje niefabryczne (Silniki benzynowe)                    | Usportowione wersje niefabryczne (Silniki benzynowe)                    | Usportowione wersje niefabryczne (Silniki benzynowe)                    | Usportowione wersje niefabryczne (Silniki benzynowe)                    | Moc / Nm                        | Moc / Nm                    | Osiągi / Zużycie paliwa | Osiągi / Zużycie paliwa | Osiągi / Zużycie paliwa |
| Model                                                                   | Lata produkcji                                                          | Silnik                                                                  | Skrzynia biegów                                                         | Układ zasilania                                                         | Moc maksymalna                  | Maksymalny moment Nm        | 0–100 km/h              | Prędkość maksymalna     | Na 100 km               |
| Brabus 2.0 Biturbo                                                      | 1992-1995                                                               | M 104 E20 / 6-cylindrowy, 2,0 L 24v DOHC                                | 5-biegowa manualna                                                      | wtrysk Bosch                                                            | 162 kW / 220 KM @ 5800 obr./min | 350 Nm @ 3600 obr./min      | 7,8 s                   | 235 km/h                | b.d.                    |
| Brabus 3.6 SEL                                                          | 1993-1995                                                               | M 104 E36 / 6-cylindrowy, 3,6 L 24v DOHC                                | 5-biegowa automatyczna                                                  | wtrysk Bosch                                                            | 210 kW / 285 KM @ 5800 obr./min | 400 Nm @ 3600 obr./min      | 7,5 s                   | 245 km/h                | b.d.                    |
| Brabus 6.0 SEL                                                          | 1992-1995                                                               | M 119 E60 / 8-cylindrowy, 6,0 L 32v DOHC                                | 5-biegowa automatyczna                                                  | wtrysk Bosch                                                            | 300 kW / 408 KM @ 5500 obr./min | 620 Nm @ 3600 obr./min      | 5,8 s                   | 280 km/h                | b.d.                    |
| Brabus 6.9 SEL                                                          | 1993-1995                                                               | M 120 E69 / 12-cylindrowy, 6,9 L 48v DOHC                               | 5-biegowa automatyczna                                                  | wtrysk Bosch                                                            | 374 kW / 508 KM @ 5500 obr./min | 730 Nm @ 3850 obr./min      | 5,0 s                   | 291 km/h                | b.d.                    |
| AMG 7.0 SEL                                                             | 1993-1996                                                               | M 120 E70 / 12-cylindrowy, 7,0 L 48v DOHC                               | 5-biegowa automatyczna                                                  | wtrysk Bosch                                                            | 369 kW / 496 KM @ 5500 obr./min | 700 Nm @ 3750 obr./min      | 5,1 s                   | *250/285 km/h           | b.d.                    |
| AMG 7.1 SEL                                                             | 1995-1998                                                               | M 120 E71 / 12-cylindrowy, 7,1 L 48v DOHC                               | 5-biegowa automatyczna                                                  | wtrysk Bosch                                                            | 375 kW / 509 KM @ 5500 obr./min | 650 Nm @ 3800 obr./min      | 5,0 s                   | *250/290 km/h           | b.d.                    |
| Brabus 7.3 SEL                                                          | 1993-1998                                                               | M 120 E73 / 12-cylindrowy, 7,3 L 48v DOHC                               | 5-biegowa automatyczna                                                  | wtrysk Bosch                                                            | 395 kW / 530 KM @ 5750 obr./min | 700 Nm @ 4000 obr./min      | 4,7 s                   | 300 km/h                | b.d.                    |
| Brabus 7.3S SEL                                                         | 1996-1999                                                               | M 120 E73 / 12-cylindrowy, 7,3 L 48v DOHC                               | 5-biegowa automatyczna                                                  | wtrysk Bosch                                                            | 434 kW / 582 KM @ 6000 obr./min | 772 Nm @ 4000 obr./min      | 4,5 s                   | 315 km/h                | b.d.                    |
| Carlsson C74                                                            | 1995-1996                                                               | M 120 E74 / 12-cylindrowy, 7,4 L 48v DOHC                               | 5-biegowa automatyczna                                                  | wtrysk Bosch                                                            | 455 kW / 620 KM @ 5600 obr./min | 765 Nm @ 3500 obr./min      | 5,5 s                   | 290 km/h                | b.d.                    |

## Czwarta generacja

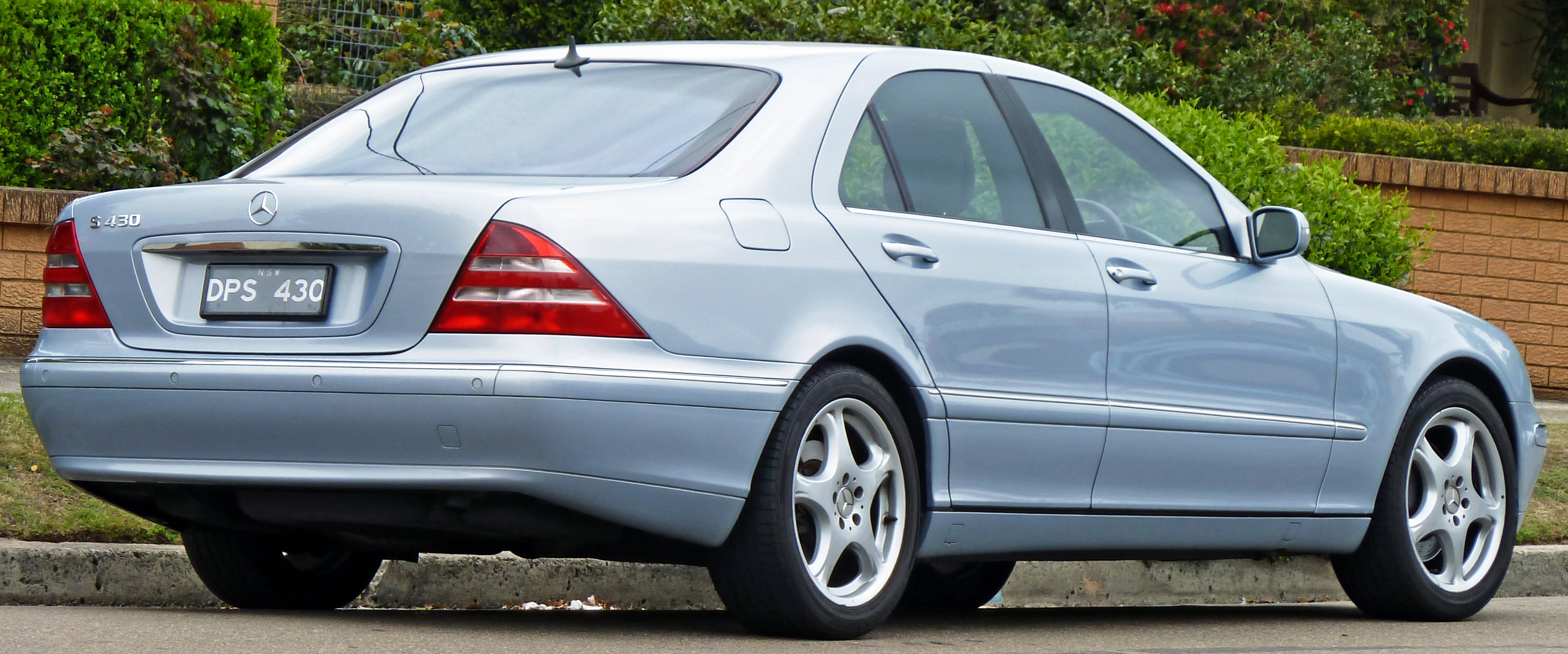
Mercedes klasy S IV (W220) – tył

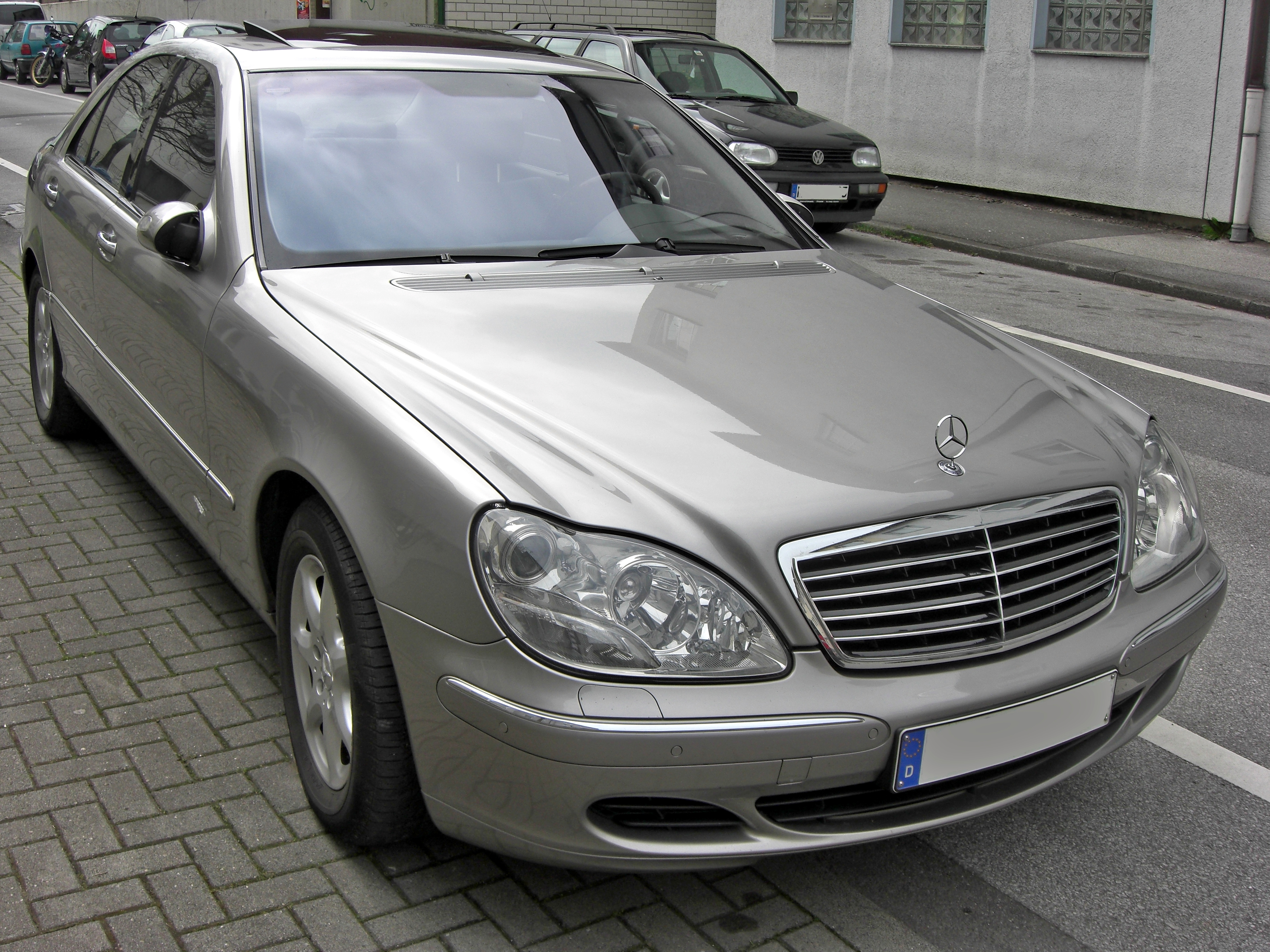
Mercedes klasy S IV (W220) po liftingu

Mercedes-Benz klasy S IV został zaprezentowany po raz pierwszy w 1998 roku.
W porównaniu do poprzednika zmieniono stylistykę na bardziej opływową. Sztandarowym modelem był S600, najmocniejszym natomiast wersja S65 AMG, która wytwarzana była wyłącznie na zamówienie, a cena takiego modelu wynosiła 1 080 000 zł. Różnił się on głównie zmienionym silnikiem, udoskonalonym przez AMG. Dodatkowo dochodziła zamiana seryjnych zderzaków i progów na bardziej aerodynamiczne, hamulce ceramiczne o zwiększonej średnicy z przodu oraz z tyłu, zawieszenie, a także inne zestrojenie skrzyni biegów. Również wnętrze uległo nieznacznej modyfikacji, tj. fotele, zegary oraz dodatki z firmy AMG. Mercedes oferował w wyposażeniu dodatkowym zwykłych modeli pakiet AMG i auto przypominało do złudzenia wersję S65.
W 2002 roku auto przeszło face lifting. Zostały wprowadzone małe zmiany kosmetyczne oraz kilka drobnych poprawek technicznych.

### Silniki
| Silniki benzynowe              | Silniki benzynowe              | Silniki benzynowe                              | Silniki benzynowe              | Silniki benzynowe              | Silniki benzynowe               | Moc / Nm                     | Moc / Nm    | Osiągi / Zużycie paliwa | Osiągi / Zużycie paliwa | Osiągi / Zużycie paliwa |
| Model                          | Lata produkcji                 | Silnik                                         | Skrzynia biegów                | Układ zasilania                | Moc maksymalna                  | Maksymalny moment Nm         | 0–100 km/h  | Prędkość maksymalna     | Na 100 km               |                         |
| ------------------------------ | ------------------------------ | ---------------------------------------------- | ------------------------------ | ------------------------------ | ------------------------------- | ---------------------------- | ----------- | ----------------------- | ----------------------- | ----------------------- |
| S280                           | 1998-2005                      | M 112 E28 / 6-cylindrowy, 2,8 L 18v SOHC       | 5-biegowa automatyczna         | wtrysk EFi                     | 150 kW / 204 KM @ 5700 obr./min | 270 Nm @ 3000-5000 obr./min  | 9,7 s       | 230 km/h                | 11,5 l                  |                         |
| S320                           | 1998-2002                      | M 112 E32 / 6-cylindrowy, 3,2 L 18v SOHC       | 5-biegowa automatyczna         | wtrysk EFi                     | 165 kW / 224 KM @ 5600 obr./min | 315 Nm @ 3000-4800 obr./min  | 8,2 s       | 240 km/h                | 11,5 l                  |                         |
| S350 / (4MATIC)                | 2002-2005                      | M 112 E37 / 6-cylindrowy, 3,7 L 18v SOHC       | 5-biegowa automatyczna         | wtrysk EFi                     | 180 kW / 245 KM @ 5700 obr./min | 350 Nm @ 3000-4500 obr./min  | 7,6 / 7,9 s | 246 km/h                | 11,1-11,9 l             |                         |
| S430 / (4MATIC)                | 1998-2005                      | M 113 E43 / 8-cylindrowy, 4,3 L 24v SOHC       | 5 lub 7-biegowa automatyczna   | wtrysk EFi                     | 205 kW / 279 KM @ 5750 obr./min | 400 Nm @ 3000-4400 obr./min  | 7,1 / 7,4 s | 250 km/h                | 11,5-12,5 l             |                         |
| S500 / (4MATIC)                | 1998-2005                      | M 113 E50 / 8-cylindrowy, 5,0 L 24v SOHC       | 5 lub 7 biegowa automatyczna   | wtrysk EFi                     | 225 kW / 306 KM @ 5600 obr./min | 460 Nm @ 2700-4250 obr./min  | 6,3 / 6,5 s | 250 km/h                | 11,4-12,9 l             |                         |
| S600                           | 1999-2002                      | M 137 E58 / 12-cylindrowy, 5,8 L 36v SOHC      | 5-biegowa automatyczna         | wtrysk EFi                     | 270 kW / 367 KM @ 5500 obr./min | 530 Nm @ 4250 obr./min       | 6,3 s       | 250 km/h                | 13,5 l                  |                         |
| S600 Biturbo                   | 2002-2005                      | M 275 E55LA / 12-cylindrowy, 5,5 L 36v SOHC    | 5-biegowa automatyczna         | wtrysk EFi                     | 368 kW / 500 KM @ 5000 obr./min | 800 Nm @ 1800-3500 obr./min  | 4,8 s       | 250 km/h                | 14,8 l                  |                         |
| Silniki diesla                 | Silniki diesla                 | Silniki diesla                                 | Silniki diesla                 | Silniki diesla                 | Silniki diesla                  | Moc / Nm                     | Moc / Nm    | Osiągi / Zużycie paliwa | Osiągi / Zużycie paliwa | Osiągi / Zużycie paliwa |
| Model                          | Lata produkcji                 | Silnik                                         | Skrzynia biegów                | Układ zasilania                | Moc maksymalna                  | Maksymalny moment Nm         | 0–100 km/h  | Prędkość maksymalna     | Na 100 km               |                         |
| S320 CDi                       | 1998-2002                      | OM 613 DE 32 LA / 6-cylindrowy, 3,2 L 24v DOHC | 5-biegowa automatyczna         | wtrysk common rail             | 145 kW / 197 KM @ 4200 obr./min | 470 Nm @ 1800-2600 obr./min  | 8,8 s       | 230 km/h                | 7,8 l                   |                         |
| S320 CDi                       | 2002-2005                      | OM 648 DE 32 LA / 6-cylindrowy, 3,2 L 24v DOHC | 5-biegowa automatyczna         | wtrysk common rail             | 150 kW / 204 KM @ 4200 obr./min | 500 Nm @ 1800-2600 obr./min  | 8,2 s       | 235 km/h                | 7,7 l                   |                         |
| S400 CDi                       | 1999-2003                      | OM 628 DE 40 LA / 8-cylindrowy, 4,0 L 24v DOHC | 5-biegowa automatyczna         | wtrysk common rail             | 184 kW / 250 KM @ 4000 obr./min | 560 Nm @ 1700-2600 obr./min  | 7,8 s       | 250 km/h                | 9,6 l                   |                         |
| S400 CDi                       | 2003-2005                      | OM 628 DE 40 LA / 8-cylindrowy, 4,0 L 24v DOHC | 5-biegowa automatyczna         | wtrysk common rail             | 191 kW / 260 KM @ 4000 obr./min | 560 Nm @ 1700-2600 obr./min  | 7,8 s       | 250 km/h                | 9,6 l                   |                         |
| Silniki benzynowe (wersje AMG) | Silniki benzynowe (wersje AMG) | Silniki benzynowe (wersje AMG)                 | Silniki benzynowe (wersje AMG) | Silniki benzynowe (wersje AMG) | Silniki benzynowe (wersje AMG)  | Moc / Nm                     | Moc / Nm    | Osiągi / Zużycie paliwa | Osiągi / Zużycie paliwa | Osiągi / Zużycie paliwa |
| Model                          | Lata produkcji                 | Silnik                                         | Skrzynia biegów                | Układ zasilania                | Moc maksymalna                  | Maksymalny moment Nm         | 0–100 km/h  | Prędkość maksymalna     | Na 100 km               |                         |
| S55 AMG                        | 1999-2002                      | M 113 E55 / 8-cylindrowy, 5,4 L 24v SOHC       | 5-biegowa automatyczna         | wtrysk EFi                     | 265 kW / 360 KM @ 5500 obr./min | 530 Nm @ 3150 obr./min       | 6,0 s       | *250 km/h               | 13,0 l                  |                         |
| S55 AMG Kompressor             | 2002-2005                      | M 113 E55 ML / 8-cylindrowy, 5,4 L 24v SOHC    | 5-biegowa automatyczna         | wtrysk EFi                     | 368 kW / 500 KM @ 6100 obr./min | 700 Nm @ 2750-4500 obr./min  | 4,8 s       | *250 km/h               | 13,2 l                  |                         |
| S63 AMG                        | 2001-2002                      | M 137 E63 / 12-cylindrowy, 6,2 L 36v SOHC      | 5-biegowa automatyczna         | wtrysk EFi                     | 327 kW / 444 KM @ 5500 obr./min | 620 Nm @ 4400 obr./min       | 5,7 s       | *250 km/h               | 14,4 l                  |                         |
| S65 AMG Biturbo                | 2004-2005                      | M 275 E60LA / 12-cylindrowy, 6,0 L 36v SOHC    | 5-biegowa automatyczna         | wtrysk EFi                     | 450 kW / 612 KM @ 5100 obr./min | 1000 Nm @ 2000-4000 obr./min | 4,4 s       | *250 km/h               | 14,9 l                  |                         |

## Piąta generacja

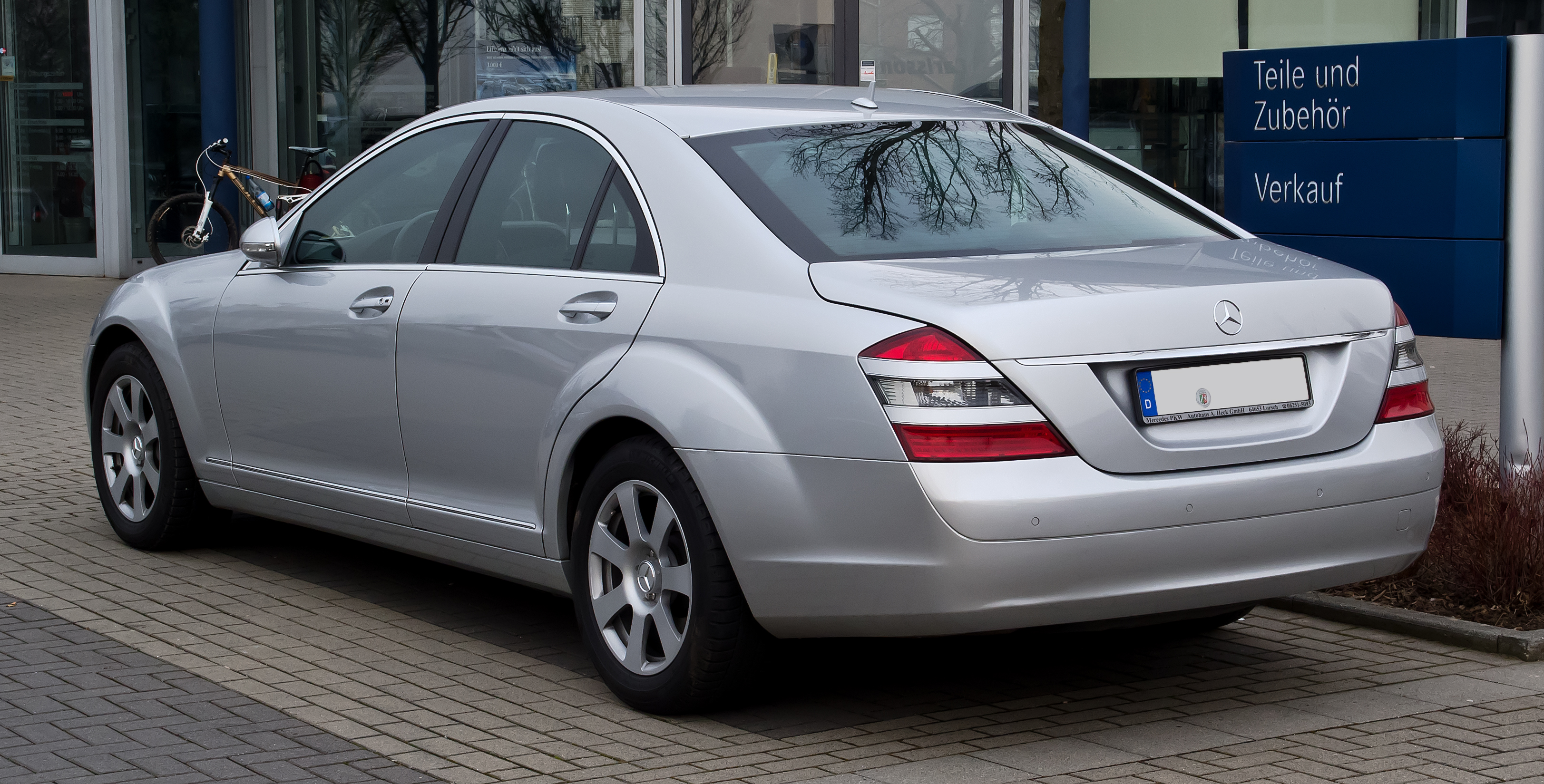
Mercedes-Benz klasy S (W221) – tył

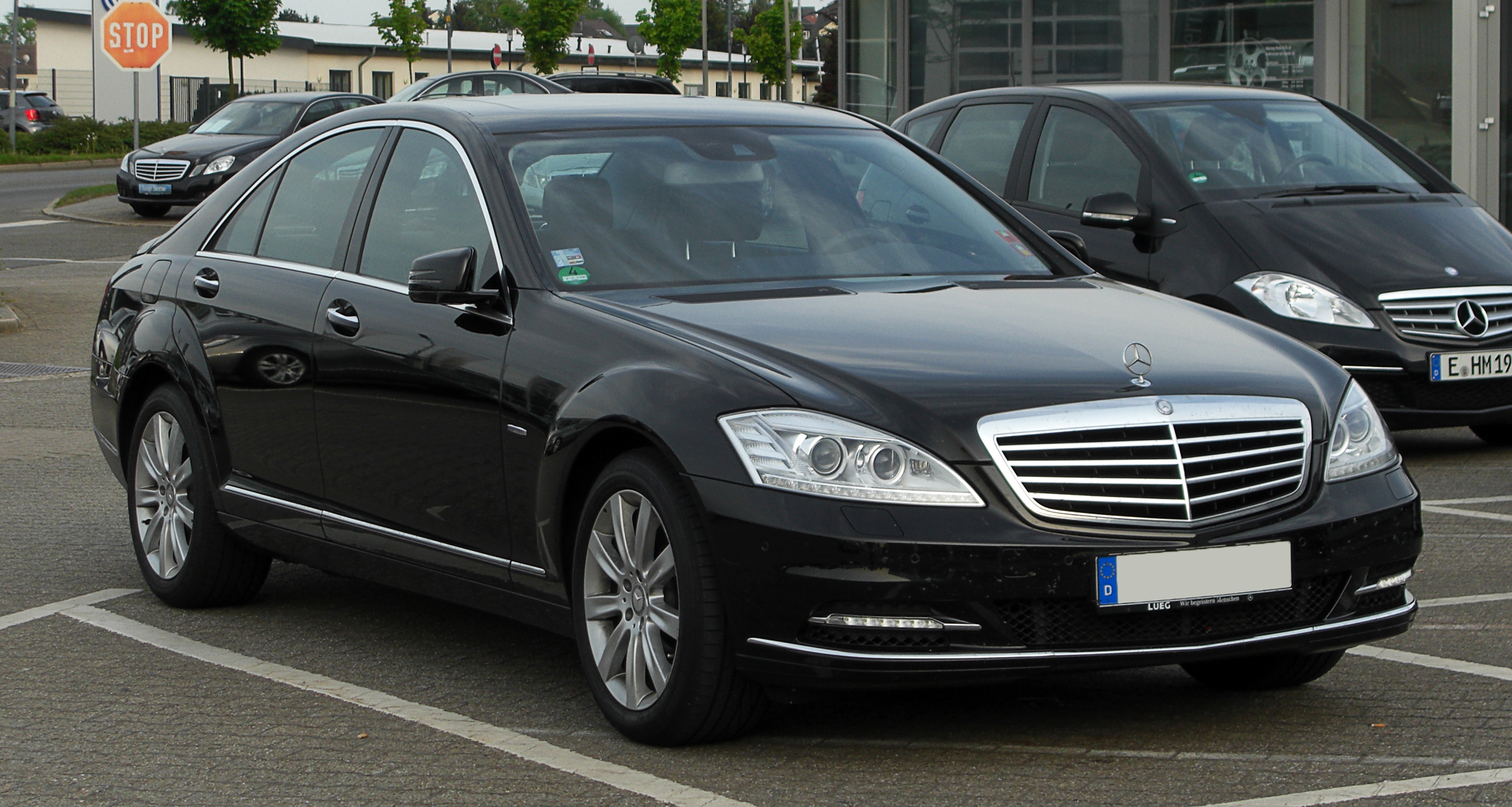
Mercedes-Benz klasy S (W221) po 2009 liftingu

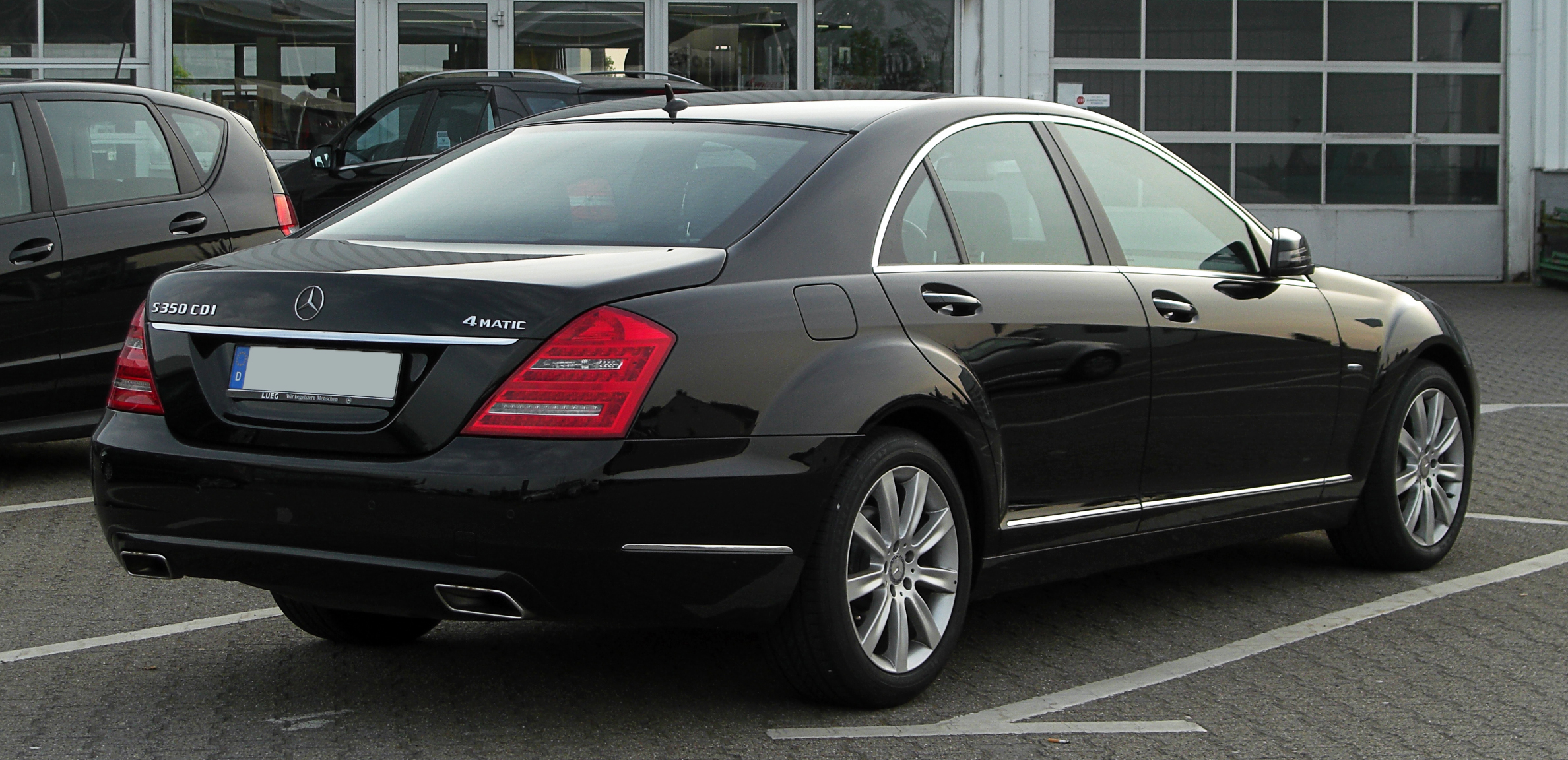
Mercedes-Benz klasy S (W221) – tył po 2009 liftingu

Mercedes-Benz klasy S V został zaprezentowany po raz pierwszy w 2005 roku.
Samochód otrzymał kod fabryczny W221. W porównaniu do poprzednika całkowicie została zmieniona stylistyka. Wzorce zaczerpnięto od większego i luksusowego Maybacha. Jedynym rodzajem nadwozia tak jak we wcześniejszych seriach klasy S jest limuzyna w wersji podstawowej i wersji Long (limuzyna długa), w której zwiększono ilość miejsca w tylnej części kabiny osobowej, przez co samochód jest dłuższy. Na rynku północnoamerykańskim samochód dostępny jest jedynie w wersji o przedłużonym rozstawie osi. W kwietniu 2009 roku zaprezentowano odmłodzony model W221.

### Wersje silnikowe
- Benzynowe:
- S 350 oraz S 350 L
- S 400 Hybrid oraz S 400 Hybrid L
- S 450 oraz S 450 L
- S 500 oraz S 500 L
- S 550 oraz S 550 L
- S 350 4MATIC oraz S 350 4MATIC L
- S 450 4MATIC oraz S 450 4MATIC L
- S 500 4MATIC oraz S 500 4MATIC L
- S 600 L
- S 63 AMG oraz S 63 AMG L
- S 65 AMG L
- Wysokoprężne:
- S 250 CDI oraz S 250 CDI L
- S 320 CDI oraz S 320 CDI L (od grudnia 2006 obie wersje dostępne z napędem na cztery koła 4MATIC)
- S 350 CDI oraz S 350 CDI L
- S 350 BlueTEC oraz S 350 BlueTEC L
- S 420 CDI oraz S 420 CDI L

Moc silników klasy S waha się między 150 kW (204 KM) a 400 kW (544 KM) w wersji podstawowej oraz między 150 kW (204 KM) a 463 kW (630 KM) w wersji długiej (L).
Od 2011 roku samochód oferowany był z pierwszym w historii klasy S silnikiem 4-cylindrowym, jest to wysokoprężna jednostka o pojemności 2,1 litra.

### Dane techniczne
| Wersja                | Silnik:                                        | Układ zasilania:   | Średnica × skok tłoka: | St. sprężania:     | Moc maksymalna:                              | Maks. moment obrotowy            | 0–100 km/h:        | V-max:             |
| Silniki benzynowe:    | Silniki benzynowe:                             | Silniki benzynowe: | Silniki benzynowe:     | Silniki benzynowe: | Silniki benzynowe:                           | Silniki benzynowe:               | Silniki benzynowe: | Silniki benzynowe: |
| --------------------- | ---------------------------------------------- | ------------------ | ---------------------- | ------------------ | -------------------------------------------- | -------------------------------- | ------------------ | ------------------ |
| S350                  | V6 3,5 l (3498 cm³), DOHC                      | wtrysk EFi         | 92,90 × 86,00 mm       | 10,7:1             | 272 KM (200 kW) przy 6000 obr./min           | 350 N·m przy 2400–5000 obr./min  | 7,3 s              | 250 km/h           |
| S350 BlueEFFICIENCY   | V6 3,5 l (3498 cm³), DOHC                      | wtrysk bezpośredni | 92,90 × 86,00 mm       | 12,0:1             | 306 KM (225 kW) przy 6500 obr./min           | 370 N·m przy 3500 obr./min       | 6,9 s              | 250 km/h           |
| S400 HYBRID           | V6 3,5 l (3498 cm³), DOHC + silnik elektryczny | wtrysk EFi         | 92,90 × 86,00 mm       | 11,7:1             | 279 + 20 KM (205 + 15 kW) przy 6500 obr./min | 350 N·m przy 3000–5500 obr./min  | 7,2 s              | 250 km/h           |
| S450                  | V8 4,7 l (4663 cm³), DOHC                      | wtrysk EFi         | 92,90 × 86,00 mm       | 10,7:1             | 340 KM (250 kW) przy 6000 obr./min           | 460 N·m przy 2700–5000 obr./min  | 5,9 s              | 250 km/h           |
| S500                  | V8 5,5 l (5461 cm³), DOHC                      | wtrysk EFi         | 98,00 × 90,50 mm       | 10,7:1             | 388 KM (286 kW) przy 6000 obr./min           | 530 N·m przy 2800–4800 obr./min  | 5,4 s              | 250 km/h           |
| S500 BlueEFFICIENCY   | V8 4,7 l (4663 cm³), DOHC, bi-turbo            | wtrysk bezpośredni | 92,90 × 86,00 mm       | 10,5:1             | 435 KM (320 kW) przy 6000 obr./min           | 700 N·m przy 1800–3500 obr./min  | 5,0 s              | 250 km/h           |
| S600                  | V12 5,5 l (5513 cm³), SOHC, bi-turbo           | wtrysk EFi         | 82,00 × 87,00 mm       | 9,0:1              | 517 KM (380 kW) przy 5000 obr./min           | 830 N·m przy 1800–3500 obr./min  | 4,6 s              | 250 km/h           |
| S63 AMG               | V8 6,2 l (6208 cm³), DOHC                      | wtrysk EFi         | 102,20 × 94,60 mm      | 11,3:1             | 525 KM (386 kW) przy 6800 obr./min           | 630 N·m przy 5200 obr./min       | 4,6 s              | 250 km/h           |
| S63 AMG               | V8 5,5 l (5461 cm³), DOHC bi-turbo             | wtrysk bezpośredni | 98,00 × 90,50 mm       | 11,3:1             | 544 KM (400 kW) przy 5500 obr./min           | 800 N·m przy 2000 obr./min       | 4,5 s              | 250 km/h           |
| S65 AMG               | V12 6,0 l (5980 cm³), SOHC, bi-turbo           | wtrysk EFi         | 82,60 × 93,00 mm       | 9,0:1              | 612 KM (450 kW) przy 4750–5100 obr./min      | 1000 N·m przy 2000–4000 obr./min | 4,4 s              | 250 km/h           |
| Silniki wysokoprężne: |                                                |                    |                        |                    |                                              |                                  |                    |                    |
| S250 CDI              | R4 2,2 l (2143 cm³), DOHC, bi-turbo            | common rail        | 83,00 × 99,00 mm       | 16,2:1             | 204 KM (150 kW) przy 4200 obr./min           | 500 N·m przy 1600–1800 obr./min  | 8,2 s              | 240 km/h           |
| S320 CDI              | V6 3,0 l (2987 cm³), SOHC, turbo               | common rail        | 83,00 × 92,00 mm       | 18,0:1             | 235 KM (173 kW) przy 3600 obr./min           | 540 N·m przy 1600–2800 obr./min  | 8,1 s              | 250 km/h           |
| S350 CDI              | V6 3,0 l (2987 cm³), SOHC, turbo               | common rail        | 83,00 × 92,00 mm       | 17,7:1             | 235 KM (173 kW) przy 3600 obr./min           | 540 N·m przy 1600–2800 obr./min  | 7,8 s              | 245 km/h           |
| S350 BlueTEC          | V6 3,0 l (2987 cm³), DOHC, turbo               | common rail        | 83,00 × 92,00 mm       | 15,5:1             | 258 KM (190 kW) przy 3600 obr./min           | 620 N·m przy 1600 obr./min       | 7,1 s              | 250 km/h           |
| S420 CDI              | V8 4,0 l (3996 cm³), DOHC, turbo               | common rail        | 86,00 × 86,00 mm       | 17,0:1             | 320 KM (236 kW) przy 3600 obr./min           | 730 N·m przy 2200 obr./min       | 6,6 s              | 250 km/h           |

## Szósta generacja

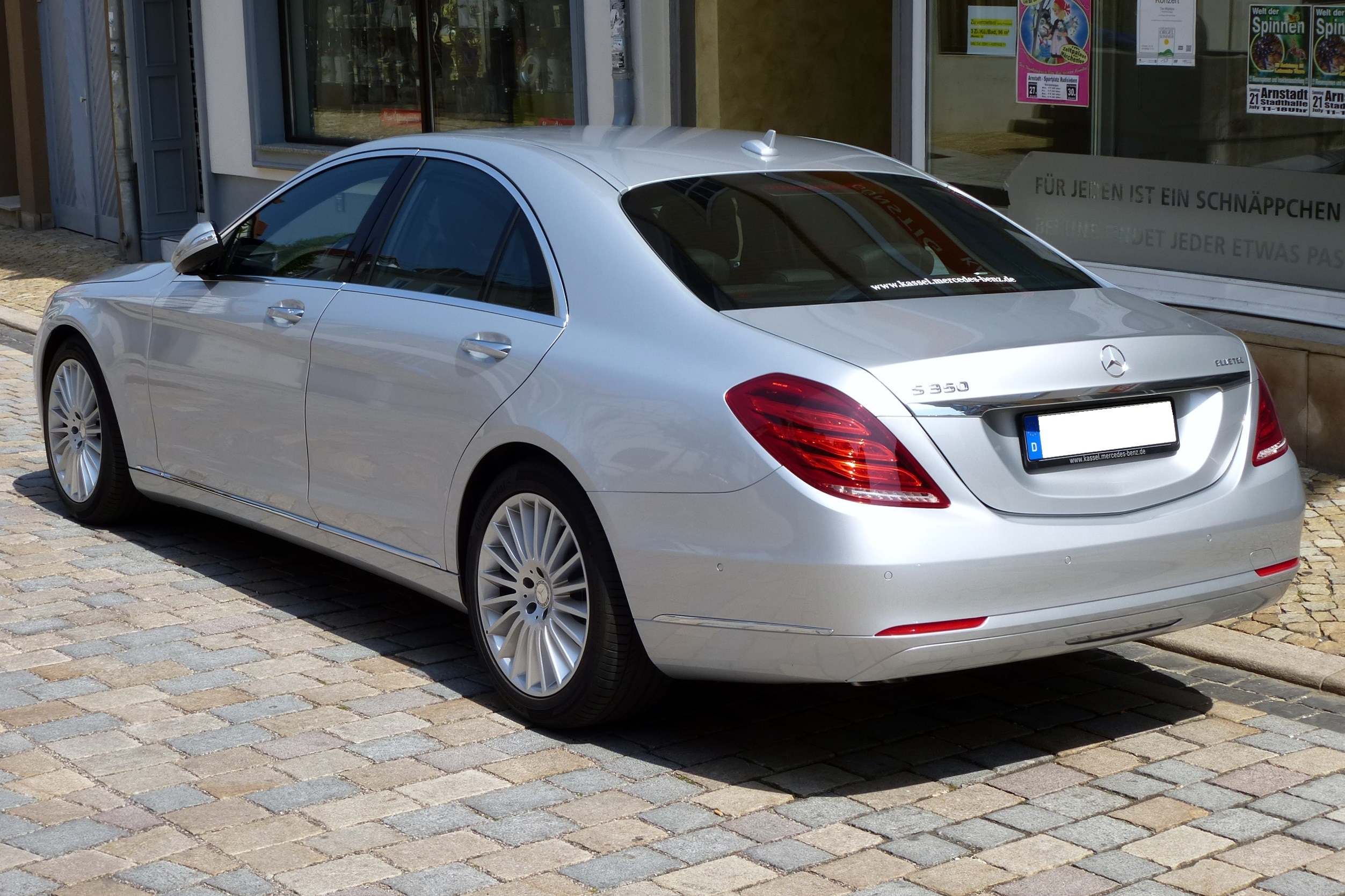
Mercedes-Benz klasy S VI (W222) – tył

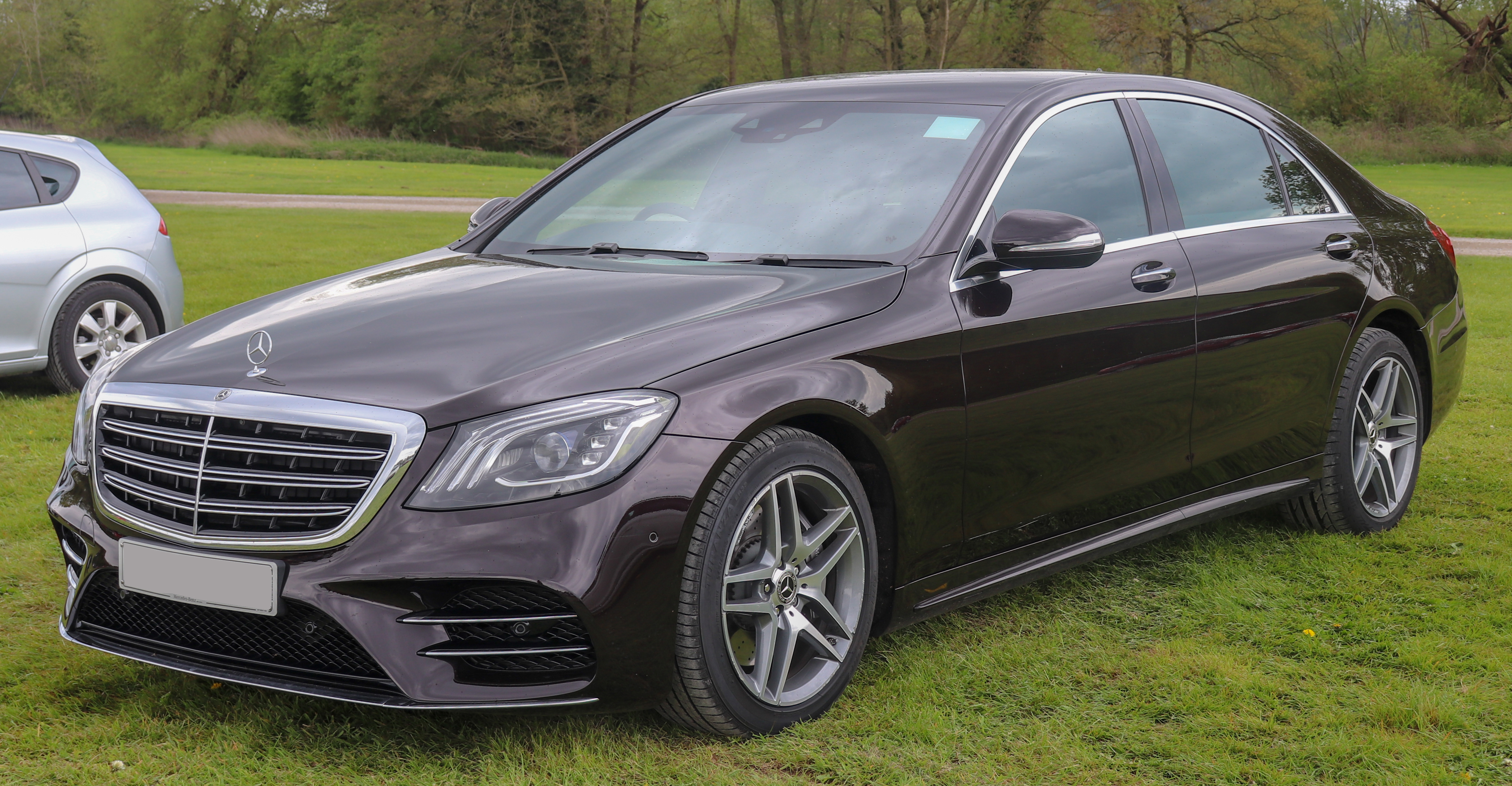
Mercedes-Benz klasy S VI (W222) po liftingu

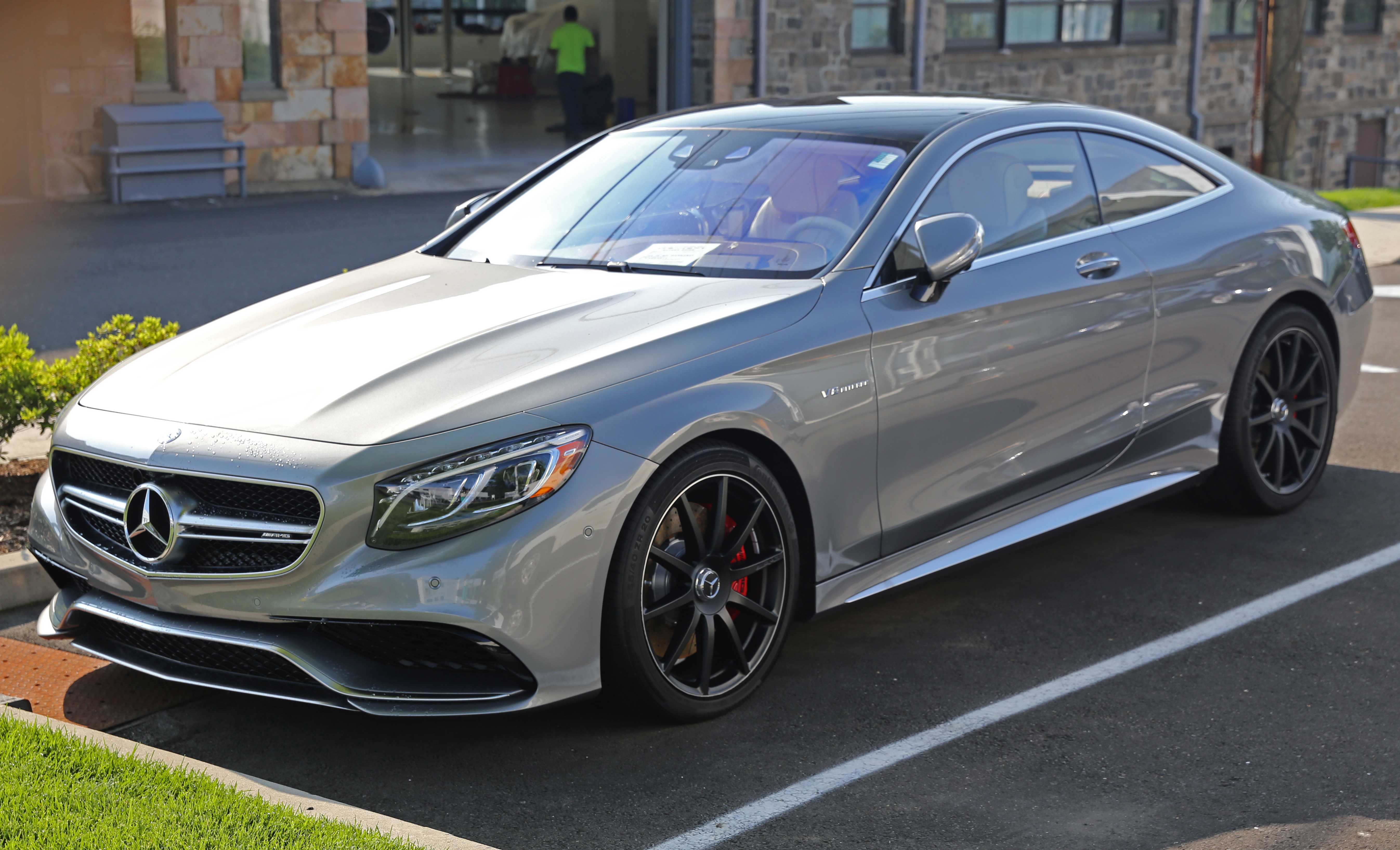
Mercedes-Benz klasy S Coupe II

Mercedes-Benz klasy S VI został zaprezentowany po raz pierwszy w lipcu 2013 roku.
Pojazd został zaprezentowany 15 maja 2013 roku w Hamburgu. Stylistyka nadwozia nawiązuje do ówczesnych wcieleń modeli CLA i CLS. Współczynnik oporu aerodynamicznego nadwozia Cx obniżono do 0,24 lub 0,23 (w zależności od wersji).
Zawieszenie pojazdu oparte jest na pneumatycznym układzie Airmatic znanym z poprzednich generacji modelu. Cała karoseria wykonana została z aluminium, w porównaniu z poprzednikiem wzrosły nieznacznie wymiary nadwozia, zachowano przy tym taki sam rozstaw osi. Masa własna wzrosła o kilkadziesiąt kg. Do oświetlenia wykorzystano wyłącznie diody typu LED. Napęd przenoszony jest na oś tylną poprzez 7-biegową automatyczną skrzynię biegów G-Tronic. Pojazd oferowany jest w wersji ze standardowym oraz przedłużonym rozstawem osi.
Sprzedaż rozpoczęła się w sierpniu 2013 roku. W lipcu 2013 roku Mercedes zaprezentował wersję S63 AMG. Samochód napędzany jest benzynowym silnikiem V8 o pojemności 5,5 l. Jednostka rozwija moc 585 KM i dysponuje momentem obrotowym 900 Nm. Auto oferowane będzie w dwóch rozstawach osi (zwykły lub przedłużony), do wyboru będą też dwa rodzaje napędu (na tylną lub obie osie). Najwolniejsza odmiana przyspiesza do 100 km/h w 4,4 s i rozpędza się maksymalnie do 250 km/h.
W sierpniu 2013 roku Mercedes zaprezentował odmianę hybrydową klasy S – S500 Plug-In Hybrid. Samochód napędzany jest doładowanym silnikiem V6 o pojemności 3 litrów i mocy 333 KM (245 kW) i silnikiem elektrycznym generującym dodatkowo 80 kW. Samochód rozpędza się do 100 km/h w 5,5 s, zużywa średnio w cyklu pomiarowym 3 l paliwa na 100 km, a w trybie elektrycznym może przejechać do 30 km.
W listopadzie 2013 roku zaprezentowano najmocniejszy w ofercie model S65 AMG. Pod maską znalazł się dwunastocylindrowy motor w układzie V wspomagany dwiema turbosprężarkami. By zoptymalizować procesy spalania (jednostka spełnia normę emisji spalin Euro 6) zastosowano układ zapłonowy typu Twin Spark. Jednostka ma wykonany ze stopów aluminium blok i odlany z wysokogatunkowej stali, kuty wał korbowy. Silnik rozwija moc 630 KM i dysponuje maksymalnym momentem obrotowym 1000 Nm. Auto rozpędza się do 100 km/h w 4,3 s i osiąga – ograniczoną elektronicznie – prędkość maksymalną – 250 km/h.
W styczniu 2014 roku podczas targów motoryzacyjnych w Detroit zaprezentowano nowy w ofercie model S600. Pod maską pojazdu znalazł się dwunastocylindrowy motor w układzie V wspomagany dwiema turbosprężarkami o pojemności 6,0-litrów i mocy 530 KM z systemem start-stop. Sztandarowy pojazd oferowany jest wyłącznie w wersji z dłuższym rozstawem osi oraz z nową listą wyposażenia seryjnego obejmującą m.in. zawieszenie Magic Body Control z systemem skanowania drogi Road Surface Scan, w pełni LED-owe oświetlenie oraz układ PRE-SAFE, który przygotowuje auto do zderzenia. Wraz z odmianą S600 do listy opcjonalnego wyposażenia każdego modelu klasy S dodano wyświetlacz typu head-up oraz gładzik ułatwiający sterowanie systemem multimedialnym.
W kwietniu 2014 roku – na konferencji prasowej zorganizowanej przy okazji salonu motoryzacyjnego w Nowym Jorku – Mercedes klasy S otrzymał od dziennikarzy motoryzacyjnych prestiżową nagrodę 2014 World Luxury Car.
W październiku 2014 roku Mercedes-Benz poinformował, że w zaledwie rok od wprowadzenia na rynek klasy S typoszergu W222 firma dostarczyła nabywcom już 100 tys. egzemplarzy. To rekord w historii istnienia Mercedesa klasy S.
2 kwietnia 2015 roku, na salonie motoryzacyjnym w Nowym Jorku, ogłoszono, że Mercedes klasy S zdobył prestiżowy tytuł World Luxury Car of the Year 2015.

### Coupe/cabriolet
W 2014 roku Mercedes powrócił do nazwy S Coupe, przywracając ją dla nowego modelu w gamie, który zastąpił coupe CL. Pomimo podobnej nazwy, Klasa S Coupe zyskała zupełnie inny wygląd nadwozia, nie dzieląc z sedanem żadnych wspólnych elementów. Po raz pierwszy w historii, ofertę tej wersji wzbogacił także cabriolet z miękkim składanym dachem.

### Dane techniczne
| Model                | Silnik                                       | Moc maks.                                | Maks. moment obrotowy          | Prędkość maks.    | Przyspieszenie 0–100 km/h | Śr. zużycie paliwa (cykl mieszany) |                   |
| Silniki benzynowe    | Silniki benzynowe                            | Silniki benzynowe                        | Silniki benzynowe              | Silniki benzynowe | Silniki benzynowe         | Silniki benzynowe                  | Silniki benzynowe |
| -------------------- | -------------------------------------------- | ---------------------------------------- | ------------------------------ | ----------------- | ------------------------- | ---------------------------------- | ----------------- |
| S 400 HYBRID         | V6 3498 cm³ M 276 DE 35 + silnik elektryczny | 306 KM (225 kW) @ 6500 obr./min. + 20 kW | 370 Nm @ 3500-5200 obr./min.   | 250 km/h          | 6,8 s                     | 6,3 l/100 km                       |                   |
| S 450                | R6 2987 cm³                                  | 367 KM (270 kW) @ 5500 obr./min.         | 500 Nm @ 1600-4000 obr./min.   | 250 km/h          | 5.1 s                     | 7.3 l/100 km                       |                   |
| S 500 (od 2017)      | R6 2987 cm³ Turbosprężarka+kompresor el.     | 435 KM (320 kW) @ 5900 obr./min.         | 520 Nm @ 1800-5500 obr./min.   | 250 km/h          | 4.8 s                     | 6.6 l/100 km                       |                   |
| S 500                | V8 4663 cm³ twin-turbo M 278 DE 46 AL        | 455 KM (335 kW) @ 5250 obr./min.         | 700 Nm @ 1800-3500 obr./min.   | 250 km/h          | 4,8 s                     | 8,6 l/100 km                       |                   |
| S 560e               | V6 2996 cm³                                  | 476 KM (350 kW) @ 5500 obr./min. + 89 kW | 500 Nm @ 1800- 4500 obr./min.  | 250 km/h          | 5.0 s                     | 2.8 l/100 km                       |                   |
| S 560 (od 2017)      | V8 3982 cm³ twin-turbo                       | 469 KM (345 kW) @ 5250 obr./min.         | 700 Nm @ 2000-4000 obr./min.   | 250 km/h          | 4.7 s                     | 7,9 l/100 km                       |                   |
| S 63 AMG             | V8 5461 cm³ twin-turbo M 157 DE 55 AL        | 585 KM (430 kW) @ 5500 obr./min.         | 800 Nm @ 1700-5000 obr./min.   | 250 km/h          | 4,0 s                     | 9,9 l/100 km                       |                   |
| S 63 S AMG (od 2017) | V8 3982 cm³ twin-turbo                       | 612 KM (450 kW) @ 5500 obr./min.         | 900 Nm @ 2750-4500 obr./min.   | 250 km/h          | 3.5 s                     | 8.9 l/100 km                       |                   |
| S 65 AMG             | V12 5980 cm³ twin-turbo M 279 E 60 AL        | 630 KM (463 kW) @ 4800 obr./min.         | 1000 Nm @ 2300-4300 obr./min.  | 250 km/h          | 4,3 s                     | 11,6 l/100 km                      |                   |
| S 600                | V12 5980 cm³ twin-turbo                      | 530 KM @ 4900 – 5300 obr./min.           | 830 Nm @ 1900 – 4000 obr./min. | 250 km/h          | 4,6 s                     | 11,1 l/100 km                      |                   |
| Silniki wysokoprężne |                                              |                                          |                                |                   |                           |                                    |                   |
| S 300 BlueTEC HYBRID | R4 2143 cm³ + silnik elektryczny             | 204 KM (150 kW) @ 4200 obr./min. + 15 kW | 500 Nm @ 1600-1800 obr./min.   | 240 km/h          | 6,8 s                     | 4,4 l/100 km                       |                   |
| S 350 BlueTEC        | V6 2987 cm³ OM 642 DE 30 LA                  | 258 KM (190 kW) @ 3600 obr./min.         | 620 Nm @ 1600-2400 obr./min.   | 250 km/h          | 6,6 s                     | 5,5 l/100 km                       |                   |
| S 350 d (od 2017)    | R6 2925 cm³                                  | 286KM (210KW) @ 3600 obr./min.           | 600 Nm @ 1600-2400 obr./min.   | 250 km/h          | 6,0 s                     | 5,4 l/100 km                       |                   |
| S 400d (od 2017)     | R6 2925 cm³                                  | 340 KM (250KW) @ 3600 obr./min.          | 700 Nm @ 1600-2400 obr./min.   | 250 km/h          | 5,4 s                     | 5,4 l/100 km                       |                   |

## Siódma generacja
Mercedes-Benz klasy S VII został zaprezentowany po raz pierwszy w 2020 roku.

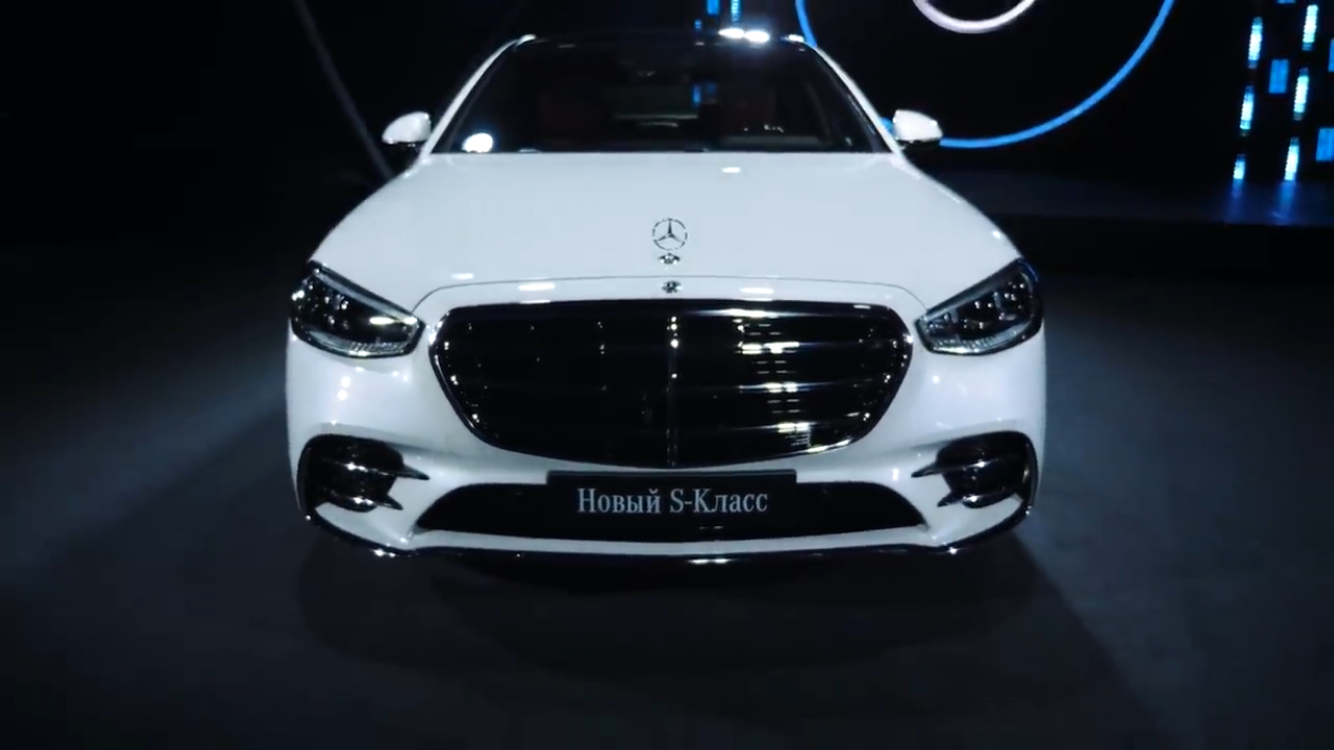
Mercedes klasy S (W/V223) – przód

Siódma generacja oznaczona kodem fabrycznym W223 (wersja przedłużana – V223) trafiła do zaawansowanej fazy rozwoju w 2018 roku. Samochód został zaprezentowany oficjalnie 2 września 2020 roku, przechodząc istotne zmiany na tle dotychczas produkowanego modelu. Jest nie tylko dłuższy i szerszy, ale i otrzymał zaawansowane rozwiązania techniczne włącznie z możliwością zautomatyzowanej jazdy na poziomie SAE 3. Charakterystycznym elementem przodu są smuklejsze reflektory, a także większa atrapa chłodnicy. Z boku uwagę zwracają chowane klamki (opcja) aktywujące się po naciśnięciu, a z tyłu pojawiły się podłużne, dwuczęściowe lampy. Karoserię samochodu w ponad 50% wykonano z aluminium, a współczynnik oporu powietrza jest bardzo niski i wynosi od 0,22 (zależnie od wersji).

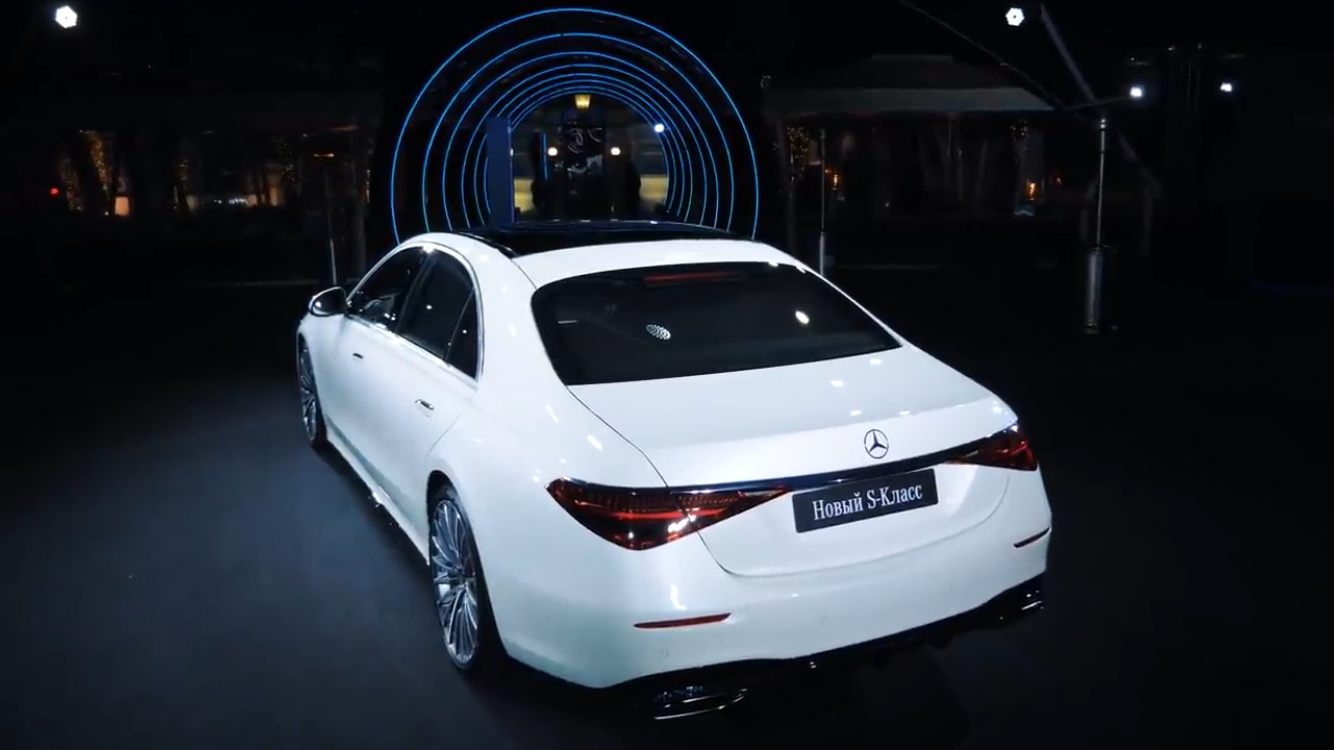
Mercedes klasy S (W/V223) – tył

Gruntowne zmiany zaszły w kabinie. W kokpicie dominuje ogromny, dotykowy ekran nowej generacji systemu multimedialnego MBUX, zamontowany pod kątem na konsoli centralnej. Nawiewy zostały ulokowane wyżej, a wyświetlacz w miejscu zegarów (opcjonalnie w technice 3D) jest większy oraz pozbawiony daszku. Zredukowana została też liczba przycisków i przełączników. Opcjonalny wyświetlacz head-up wskazuje informacje w technice rozszerzonej rzeczywistości (AR), nakładając do widok za szybą np. animowane strzałki i ułatwiając w ten sposób nawigację do celu. Klasa S W223 oferuje też m.in. fotele z rozbudowanym masażem oraz zaawansowaną obsługę głosową oraz rozwiązania niedostępne w poprzedniku, takie jak czołowe poduszki powietrzne dla podróżujących z tyłu czy zawieszenie E-Active Body Control z możliwością automatycznego podniesienia nadwozia w razie wykrycia ryzyka kolizji bocznej.
Jedynym dostępnym wariantem klasy S serii 223 z silnikiem V12 jest to wersja Mercedes-Maybach S. W gamie zabraknie coupe i kabrioleta, które trwale znikną z oferty.

### Silniki
- R6-T 3.0 M256 (367 lub 435 KM)(S450 lub S500)
- R6-T 3.0 M256 PHEV (367+150 KM)(S580e)
- V8-TT 4.0 M176 (503 KM)(S580)
- R6-T lub R6-TT 2.9 OM656 Diesel (S350d – 286KM [R-6T] lub S400d – 330KM [R-6TT])
- V8-TT PHEV 4.0 M177 (612+190 KM)(S63 AMG)
- V12-TT 6.0 M279 (621 KM)(S680)